# Storia dei Kansas City Chiefs

Il logo dei Kansas City Chiefs

I Kansas City Chiefs sono un club di football americano professionistico nato nel 1960 col nome di Dallas Texans e con sede a Kansas City, nel Missouri. Questa voce approfondisce la storia della franchigia dalla fondazione ad oggi.

## Anni nella American Football League

### Origini della AFL

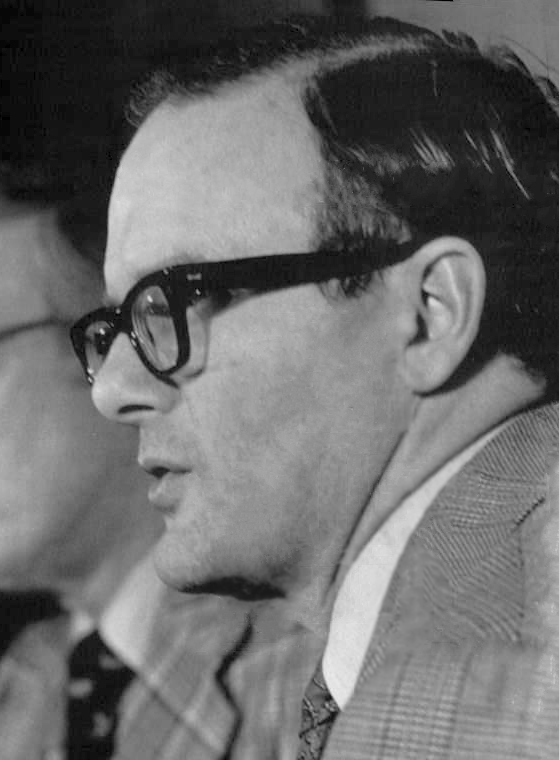
Il fondatore dei Chiefs e della AFL, Lamar Hunt in una foto del 1972

Nel 1959 Lamar Hunt, figlio del magnate del petrolio H.L. Hunt, iniziò le discussioni con altri uomini d'affari per dare vita a una lega di football americano che potesse rivaleggiare con la National Football League. Sin dal 1958, Hunt aveva espresso l'interesse nell'acquisire una franchigia della NFL per trasferirla a Dallas. Il suo desiderio crebbe ancora dopo la finale del campionato NFL 1958 tra Baltimore Colts e New York Giants. La squadra a cui Hunt era interessato maggiormente erano i Chicago Cardinals.
La NFL convinse Hunt a contattare la proprietaria dei Cardinals Violet Bidwill Wolfner e suo marito Walter Wolfner per convincerli a vendergli il 20 per cento della franchigia. Hunt però rinunciò all'opportunità. Successivamente si convinse dell'idea di formare una seconda lega. “Perché una seconda lega non dovrebbe funzionare?” Hunt ricordò. “C'erano una American e National League nel baseball, perché non nel football?” Hunt contattò diverse altre persone che avevano espresso interesse nell'acquisto della franchigia dei Cardinals, Bud Adams, Bob Howsam, Max Winter e Bill Boyer, esprimendo loro l'interesse di formare una seconda lega.
Il 14 agosto vi fu il primo incontro a Chicago, con i rappresentanti di sei città: Dallas, New York, Houston, Denver, Los Angeles e Minneapolis. La lega fu ufficialmente battezzata American Football League il 22 agosto. A Ralph Wilson fu assegnata la settima franchigia il 28 ottobre e Billy Sullivan divenne l'ottavo proprietario il 22 novembre. Minneapolis ritirò la sua proposta per una franchigia nella AFL nel mese di novembre dopo aver ricevuto l'offerta per una squadra nella NFL, venendo sostituita con Oakland che diede vita agli Oakland Raiders.

### Primi anni a Dallas
Per la stagione inaugurale dei Texans, Lamar Hunt inseguì sia il celebre allenatore della University of Oklahoma Bud Wilkinson che l'assistente della difesa dei New York Giants Tom Landry per guidare la sua franchigia. Wilkinson optò per rimanere con Oklahoma, mentre Landry scelse di allenare la nuova franchigia della NFL a Dallas, i Cowboys. A metà dicembre 1959 Hunt scelse il relativamente sconosciuto assistente della University of Miami, Hank Stram. “Una delle maggiori ragioni per cui assunsi Hank era che desiderava veramente quel lavoro” spiegò Hunt. “Si rivelò una scelta davvero fortunata da parte mia.”

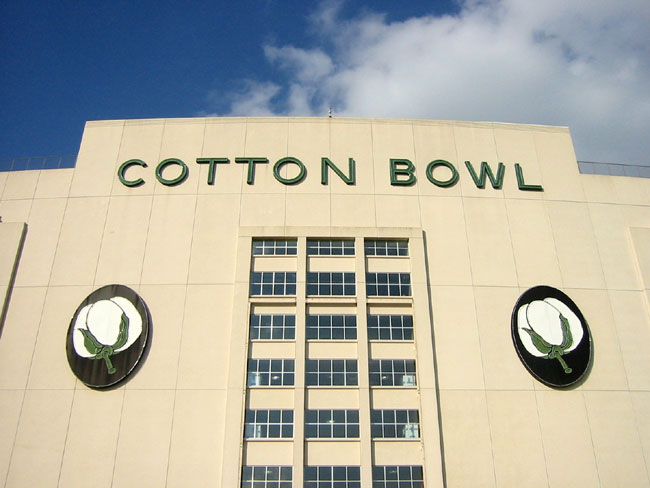
Il Cotton Bowl fu lo stadio dei Texans durante la loro permanenza a Dallas.

Nei loro primi anni, i Texans ebbero una forte impronta territoriale col quarterback Cotton Davidson da Baylor, il linebacker Sherrill Headrick da TCU e il running back Abner Haynes da North Texas. Haynes guidò la lega con 875 yard corse e nove touchdown, oltre che in yard nette complessive (2.100) e media per ritorno di punt (15,4). La squadra terminò la sua prima stagione con un bilancio di 8-6 e tre sconfitte in gare equilibrate fecero loro perdere il titolo di division. I Texans ebbero una media di 24.500 spettatori per le loro gare casalinghe al Cotton Bowl, la più alta della lega.
Nel 1961 i Texans e i Dallas Cowboys della NFL scelsero entrambe nel draft il linebacker E.J. Holub da Texas Tech, descritto da molti osservatori come “il miglior giocatore di football in America.” Holub decise di giocare per i Texans, unendosi alle altre tre stelle della squadra Jerry Mays, Fred Arbanas e Jim Tyrer. La squadra pose il suo training camp nell'alma mater di Lamar Hunt, la Southern Methodist University e iniziò la stagione regolare con un bilancio di 3-1 prima di perdere sei gare consecutive, la peggiore striscia negativa durante gli anni di Stram con la franchigia. I Texans si ripresero vincendo le ultime tre partite e terminando con un bilancio di 6-8, finendo al secondo posto dietro ai San Diego Chargers nella classifica della Western.

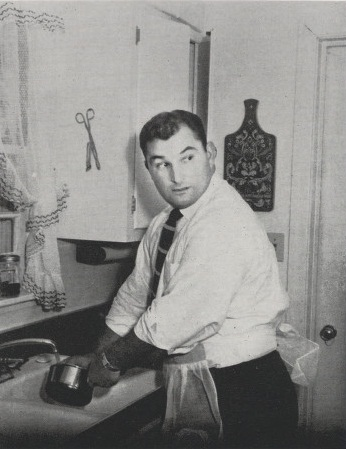
Hank Stram fu l'allenatore della franchigia dalla sua fondazione fino al 1974.

Nel 1962 Hank Stram fu nominato allenatore dell'anno della AFL e il running back Curtis McClinton rookie dell'anno della AFL. Haynes divenne il primo giocatore della storia della franchigia a superare le mille yard corse in stagione, guidando la lega con 13 touchdown su corsa.
I Texans vinsero per la prima volta la Western Division a novembre e terminarono la stagione regolare con un record di 11-3. La squadra vinse il campionato AFL del 1962 quando il kicker Tommy Brooker segnò un field goal da 25 yard durante il secondo tempo supplementare della finale di campionato, consegnando ai Texans la vittoria per 20-17 sugli Houston Oilers. Quella gara, durata 77 minuti e 54 secondi, rimane ancora la terza più lunga della storia del football professionistico. Fino alla sfida del 25 dicembre 1971 tra Chiefs e Dolphins, resistette come la più lunga mai giocata.

### Trasferimento a Kansas City
Dopo tre stagioni a Dallas, divenne evidente che la città non era in grado di sostenere due franchigie e Hunt si informò sull'opportunità di spostare la squadra in diverse altre città, incluse Miami, Atlanta, Seattle e New Orleans. Hunt desiderava trovare una città in cui potesse trasferirsi facilmente da Dallas e quando non fu in grado di assicurarsi il Tulane Stadium poiché l'università non voleva che la sua squadra competesse col football professionistico, optò per Kansas City, Missouri, dove il Sindaco H. Roe Bartle lo convinse a trasferirsi.
I negoziati a Kansas City furono condotti in segreto. In diverse occasioni Hunt e Jack Steadman si trovarono a Kansas City e si incontrarono con uomini d'affari, senza fare trapelare la cosa al pubblico. Bartle presentò Hunt come "Mr. Lamar" in tutti gli incontri con gli affaristi di Kansas City. Steadman fu presentato come "Jack X".

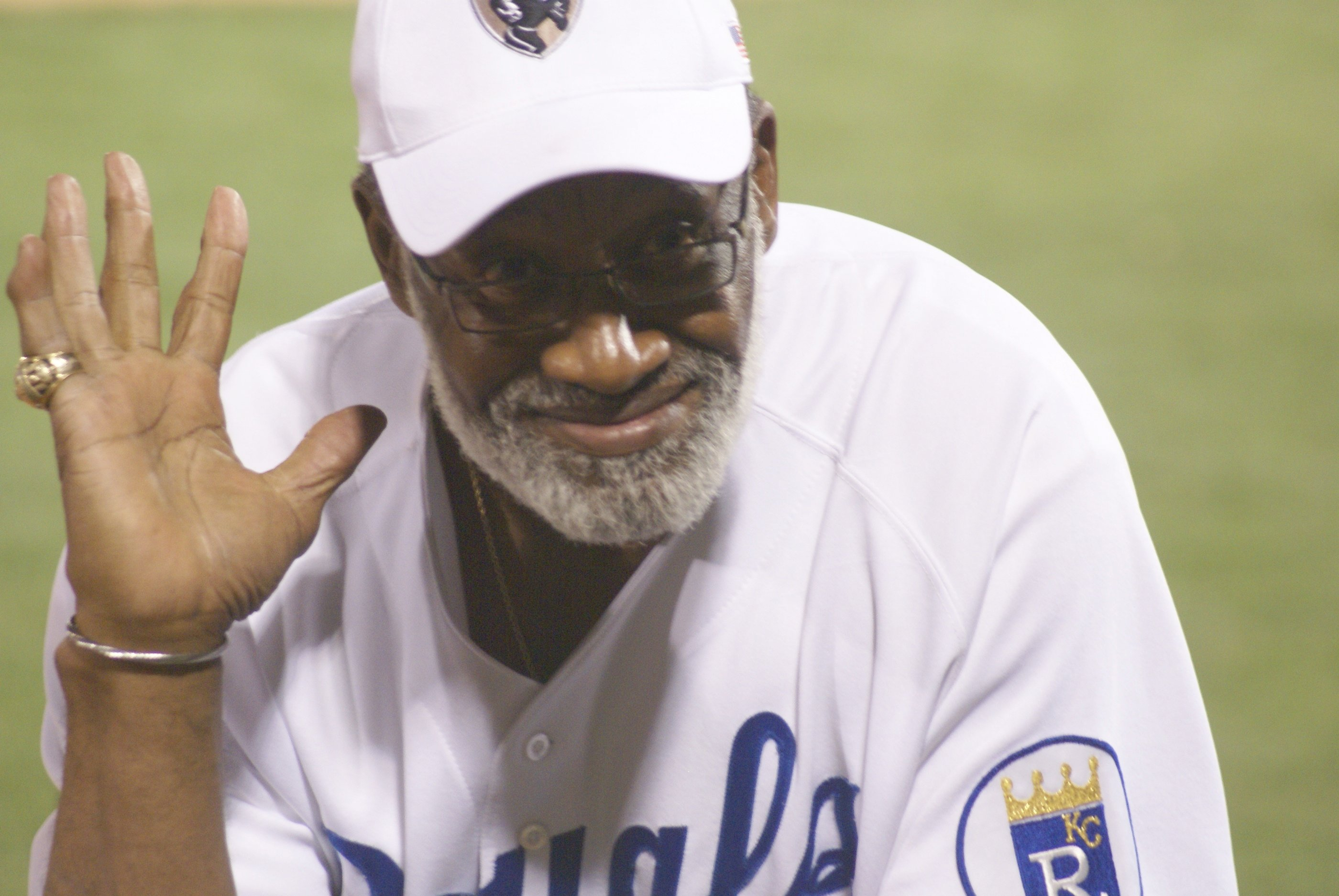
L'Hall of Famer Bobby Bell giocò per tutta la carriera con i Chiefs.

Il supporto ricevuto dalla comunità di Kansas City prima che la squadra annunciasse il trasferimento fu straordinario. Hunt dichiarò che il trasferimento dipendeva dal fatto che il Sindaco Bartle e la comunità di Kansas City fossero in grado di garantirgli la vendita di 35.000 abbonamenti stagionali. Hunt aveva stabilito quella cifra poiché era l'affluenza media dei Texans al Cotton Bowl a Dallas. Il Sindaco promise anche di espandere di tremila posti le tribune del Municipal Stadium. Al suo fianco scesero in campo anche un certo numero di eminenti cittadini di Kansas City che misero a disposizione mille lavoratori per contribuire a vendere i biglietti. Hunt diede a Bartle quattro mesi di tempo per vendere i 35.000 abbonamenti ma il Sindaco ce la fece in sole otto settimane. Il 22 maggio la franchigia si trasferì ufficialmente a Kansas City, cambiando nome da "Texans" in "Chiefs", uno dei nomi più popolari risultati da un concorso indetto per la scelta del nome.
La stagione inaugurale dei Chiefs a Kansas City iniziò con lo scambio del quarterback Cotton Davidson agli Oakland Raiders, da cui la franchigia guadagnò la prima scelta assoluta nel Draft AFL (utilizzata per selezionare Buck Buchanan). Ironicamente, i Raiders successivamente scelsero Gene Upshaw nel 1967 con l'espresso proposito di bloccare Buchanan. I Chiefs scelsero anche la guardia Ed Budde dalla Michigan State University con l'altra scelta del primo giro e Bobby Bell dall'Università del Minnesota nel settimo giro. Buchanan, Budde e Bell divennero tutti titolari, giocando complessivamente 526 gare con la squadra, con cui rimasero tutti per l'intera carriera.
Una tragedia colpì quando il rookie running back Stone Johnson, che era stato uno sprinter alle Olimpiadi di Roma 1960, si fratturò una vertebra durante una gara di prestazione contro Oakland il 30 agosto a Wichita. Morì dieci giorni dopo, l'8 settembre, e il suo numero 33 fu ritirato dalla squadra. I Chiefs terminarono la loro prima stagione a Kansas City con un bilancio di 5-7-2 e non riuscirono ad arrivare in finale di campionato per la seconda volta consecutiva.

### Gli anni d'oro: 1964-1969
Nel 1964 i Chiefs iniziarono la stagione con un record di 2-1 prima di perdere tre gare consecutive, quando diversi infortuni colpirono i giocatori della squadra, inclusi quelli a E.J. Holub, Fred Arbanas e Johnny Robinson. Arbanas perse le ultime due gare della stagione quell'anno perché dovette subire un'operazione all'occhio sinistro, dove aveva quasi perso completamente la vista. Il running back Mack Lee Hill, che aveva firmato come rookie free agent e ricevuto soli 300 dollari di bonus alla firma, si guadagnò il posto da titolare e fu convocato per l'All-Star Game della AFL. La squadra terminò con un record di 7-7, terminando seconda nella Western Conference dietro i San Diego Chargers. Una media di 18.126 tifosi durante le gare casalinghe al Municipal Stadium spinse i proprietari della AFL ad indire un incontro per discutere del futuro dei Chiefs a Kansas City.

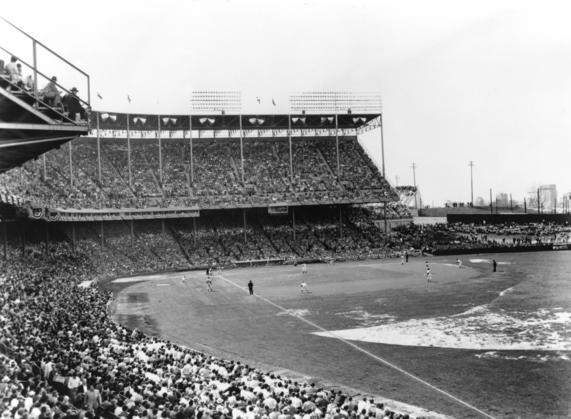
Il Municipal Stadium fu la casa dei Chiefs dal 1963 al 1971.

Nella stagione 1965, i Chiefs si trovarono ancora coinvolti nella guerra con la NFL per assicurarsi i migliori talenti provenienti dal college. Kansas City fece del running back Gale Sayers della University of Kansas la propria scelta del primo giro ma Sayers finì col firmare coi Chicago Bears a un ingaggio inferiore. Il running back Mack Lee Hill subì la rottura dei legamenti del ginocchio destro nella penultima gara della stagione a Buffalo il 2 dicembre. Dopo quella che avrebbe dovuto essere un'operazione di routine il 14 dicembre al Menorah Hospital di Kansas City, Hill morì per quella che fu definita "un'enorme e improvvisa embolia." Hunt definì la morte di Hill "il peggiore shock possibile." All'inizio dell'anno successivo, i club iniziò ad assegnare annualmente il Mack Lee Hill Award al suo miglior rookie in onore di Hill. Due giorni dopo l'inattesa scomparsa di Hill, i Chiefs sconfissero i Denver Broncos terminando l'annata con un bilancio di 7-5-2.
Nel 1966 i Chiefs iniziarono a gettare le fondamenta per tornare in finale del campionato AFL e a dominare gli ultimi anni di vita della lega. Il proprietario della squadra Lamar Hunt iniziò pubblicamente i negoziati con il commissioner della NFL Pete Rozelle per fondere le due leghe. Il defensive end Aaron Brown fu ricercato da molti club, inclusi i Pittsburgh Steelers, che intendevano selezionarlo nel draft. Gli Steelers però non riuscirono a trovare Brown il giorno del draft poiché era già imbarcato in un aereo insieme a Lamar Hunt, che lo convinse a firmare per la sua squadra. I Chiefs scelsero anche il running back vincitore dell'Heisman Trophy Mike Garrett nel ventesimo giro del Draft AFL 1964 e questi fu premiato come rookie dell'anno della AFL nel 1966.
I Chiefs iniziarono la stagione vincendo le prime tre partite. 43.885 spettatori seguirono i Chiefs nella prima gara casalinga dell'anno contro i Buffalo Bills campioni in carica, la più larga presenza di pubblico per un evento disputato a Kansas City all'epoca. I Chiefs persero 29-14 contro i Bills ma a fine partita, il coach dei Chiefs Hank Stram e quello di Buffalo Joe Collier negoziarono uno scambio. Kansas City ricevette il placekicker Mike Mercer per una scelta del quinto giro. Il quarterback dei Chiefs Len Dawson guidò la lega in yard passate mentre Otis Taylor divenne il primo ricevitore della storia della squadra a superare le mille yard stagionali, chiudendo a quota 1.297 yard. I Chiefs vinsero il titolo della Western Conference con un bilancio di 11-2-1, qualificandosi per la seconda finale di campionato della loro storia.

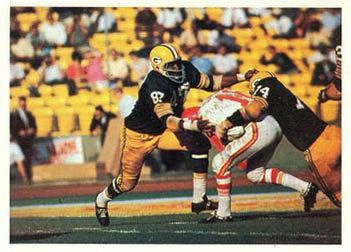
I Chiefs contro i Packers nel Super Bowl I

I Chiefs dominarono la finale del campionato AFL vincendo 31-7 a Buffalo il giorno di capodanno del 1967. Quella vittoria portò Kansas City a qualificarsi per il primo Super Bowl della storia. Al Los Angeles Memorial Coliseum, i Chiefs incontrarono i forti Green Bay Packers di Vince Lombardi della National Football League il 15 gennaio 1967. I Chiefs mantennero la gara in equilibrio per un tempo, chiudendo in svantaggio 14-10 nell'intervallo ma Green Bay prese in mano la gara nel secondo tempo, vincendo per 35-10.

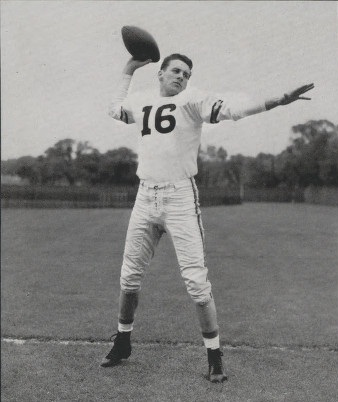
Il quarterback Len Dawson fu l'MVP del Super Bowl IV.

Nel 1967 gli special team della squadra ebbero l'aggiunta di elementi di prim'ordine come il kicker Jan Stenerud e il kick returner Noland "Super Gnat" Smith. La prima gara della stagione regolare dei Chiefs contro una squadra della NFL fu una nettissima vittoria per 66-24 Chiefs sui Chicago Bears al Municipal Stadium il 23 agosto. Gli infortuni colpirono duramente la squadra ma questa riuscì comunque a terminare con un bilancio di 9-5.
L'interesse attorno alla squadra crebbe moltissimo dopo la partecipazione al Super Bowl I, costringendo ad aumentare la capienza del Municipal Stadium da 40.000 a 47.000 posti. A giugno, la Contea di Jackson approvò un progetto da 43 milioni di dollari per la costruzione di un complesso sportivo da completare entro il 1972. L'est della Contea di Jackson fu scelta come sito dei nuovi stadi dei Chiefs e dei Kansas City Royals.
La difesa dei Chiefs del 1968 concesse il suo minimo storico di 170 punti subiti (12,1 a partita). Il nucleo dell'unità difensiva raggiunse il suo apice quell'anno, con sei giocatori convocati per l'All-Star Game della AFL, inclusi tutti i tre linebacker della squadra. Sul lato offensivo, il quarterback Len Dawson guidò la AFL in yard passate per il quarto anno consecutivo. La squadra iniziò la stagione con un record di 7-1 e vinse tutte le ultime 5 gare della stagione regolare, terminando con un bilancio di 12-2 e condividendo il titolo della Western Conference con gli Oakland Raiders, risultando in una gara di spareggio tra le due squadre. Nello spareggio del 22 dicembre Kansas City perse per 41-6 a Oakland e i Raiders avanzarono sino alla finale di campionato contro i New York Jets. Quella sconfitta contro Oakland è considerata l'inizio della rivalità tra le due squadre, una delle più accese di tutta la NFL.
I Chiefs vinsero tutte le sei partite della pre-stagione 1969 e vinsero le prime quattro gare in trasferta della stagione regolare. Dopo un decisivo 27-9 a San Diego il 14 settembre, la squadra vinse 31-0 a Boston la settimana successiva. Nel corso di quella sfida, il quarterback Len Dawson subì un infortunio al ginocchio contro i Boston Patriots che lo tenne ai margini del campo per i successivi due mesi.
La stagione iniziata con previsioni rosee per i Chiefs andò di male in peggio quando la settimana seguente anche il quarterback di riserva Jacky Lee si ruppe una caviglia nella sconfitta per 24-19 a Cincinnati il 28 settembre. Quell'infortunio lasciò le redini della squadra in mano al quarterback al secondo anno Mike Livingston, che aveva giocato solamente cinque snap come rookie nel 1968. Tuttavia, Livingston portò la squadra a vincere cinque partite consecutive, grazie soprattutto all'aiuto della propria difesa. Len Dawson tornò ad essere il titolare nella vittoria 27-3 su San Diego il 9 novembre e guidò la squadra a vincere tre delle ultime quattro gare della stagione regolare, terminata con un record di 11-3, secondi nella conference dietro i Raiders.
Nei Divisional Playoff della AFL a New York, Kansas City impose il suo dominio difensivo e vinse 13-6 contro i vincitori del Super Bowl in carica, qualificandosi alla finale del campionato NFL per la rivincita contro gli Oakland Raiders, battendoli 17-7 ad Oakland il 4 gennaio 1970.
Nel Super Bowl IV, i Chiefs affrontarono i favoritissimi Minnesota Vikings indossando sulle proprie divise una toppa celebrativa dei dieci anni di vita della American Football League. Kansas City segnò tre field goal con Jan Stenerud e un touchdown su corsa di Mike Garrett per portarsi in vantaggio 16-0 all'intervallo. Un passaggio da touchdown da 46 yard di Len Dawson per Otis Taylor sigillò la vittoria della franchigia del Missouri e Dawson fu nominato MVP della gara. Uno dei giocatori più determinanti della gara fu la safety Johnny Robinson, che fece registrare due intercetti e un fumble recuperato malgrado fosse sceso in campo con tre costole rotte. Al Tulane Stadium i Chiefs furono così incoronati campioni del mondo vincendo per 23-7 nell'ultima gara della storia tra una formazione della AFL e una della NFL. Il giorno successivo si tenne una parata nel centro di Kansas City per celebrare il trionfo. Al 2013, il Super Bowl IV rimane l'ultimo campionato vinto dai Chiefs.

## Trasferimento nella NFL

### 1970
Dopo la loro vittoria del campionato, la fusione tra NFL e AFL inserì i Chiefs nella appena creata AFC West division con Chargers, Raiders e Broncos. La squadra scambiò il running back Mike Garrett con San Diego nel 1970 e lo sostituì come titolare con Ed Podolak. Malgrado una vittoria per 44-24 sui Baltimore Colts il 28 settembre in quello che fu il secondo Monday Night Football trasmesso dalla ABC della storia, i Chiefs si trovarono con un record di 3-3-1 a metà stagione. Terminarono con un bilancio di 7-5-2 ma i Raiders vinsero la division con un record di 8-4-2, raggiungendo la finale di conference.

### 1971
Nel 1971, i Chiefs furono considerati da molti come la migliore formazione della storia della franchigia, inviando al Pro Bowl un record di franchigia di 11 giocatori, tra cui Lamar Hunt. Sul fronte offensivo, il wide receiver Otis Taylor guidò la lega con 1.110 yard ricevute. Solamente alla sua terza stagione, Ed Podolak sorpassò Abner Haynes come leader di tutti i tempi della franchigia per yard corse in carriera. Il collaudato trio di linebacker composto da Willie Lanier, Bobby Bell e Jim Lynch fu il migliore della lega. La offensive line era guidata dalla guardia Ed Budde e dall'offensive tackle Jim Tyrer, mentre in difesa i Chiefs potevano contare su due futuri Hall of Famer come Buck Buchanan e Curley Culp. Sia il placekicker Jan Stenerud che il punter Jerrel Wilson furono convocati anch'essi per il Pro Bowl.
Dopo una partenza con un bilancio di 5-1-1, la squadra terminò con un bilancio di 10-3-1. Una vittoria per 16-14 contro Oakland il 12 dicembre diede alla franchigia la vittoria del suo primo titolo della AFC West. La promettente stagione della franchigia si interruppe nella gara più lunga della storia della NFL, nei divisional playoff il giorno di natale contro i Miami Dolphins. Occorsero 82 minuti e 40 secondi per trovare un vincitore, quando un field goal da 37 yard del kicker dei Dolphins Garo Yepremian portò il punteggio sul 27-24 dopo due tempi supplementari nell'ultima gara di football disputata al Municipal Stadium. Il running back dei Chiefs Ed Podolak guadagnò 350 yard totali nette, tuttora un record NFL in una gara di playoff. Il bastone del comando nella AFC passò ufficialmente ai Dolphins, che avrebbero disputato tre Super Bowl consecutivi. Fu quella l'ultima apparizione ai playoff dei Chiefs per 15 anni, chiudendo effettivamente i giorni di gloria della franchigia.

### 1972-1977: fine di un'epoca
Nel 1972 l'ultimo membro originario dei Dallas Texans del 1960, la safety Johnny Robinson, annunciò il suo ritiro durante il training camp. Nel frattempo, il quarterback titolare Len Dawson mise fine alle speculazioni su un suo possibile ritiro firmando un nuovo contratto biennale. Il proprietario della franchigia Lamar Hunt divenne la prima figura proveniente dalla AFL ad essere indotta nella Pro Football Hall of Fame il 29 luglio.

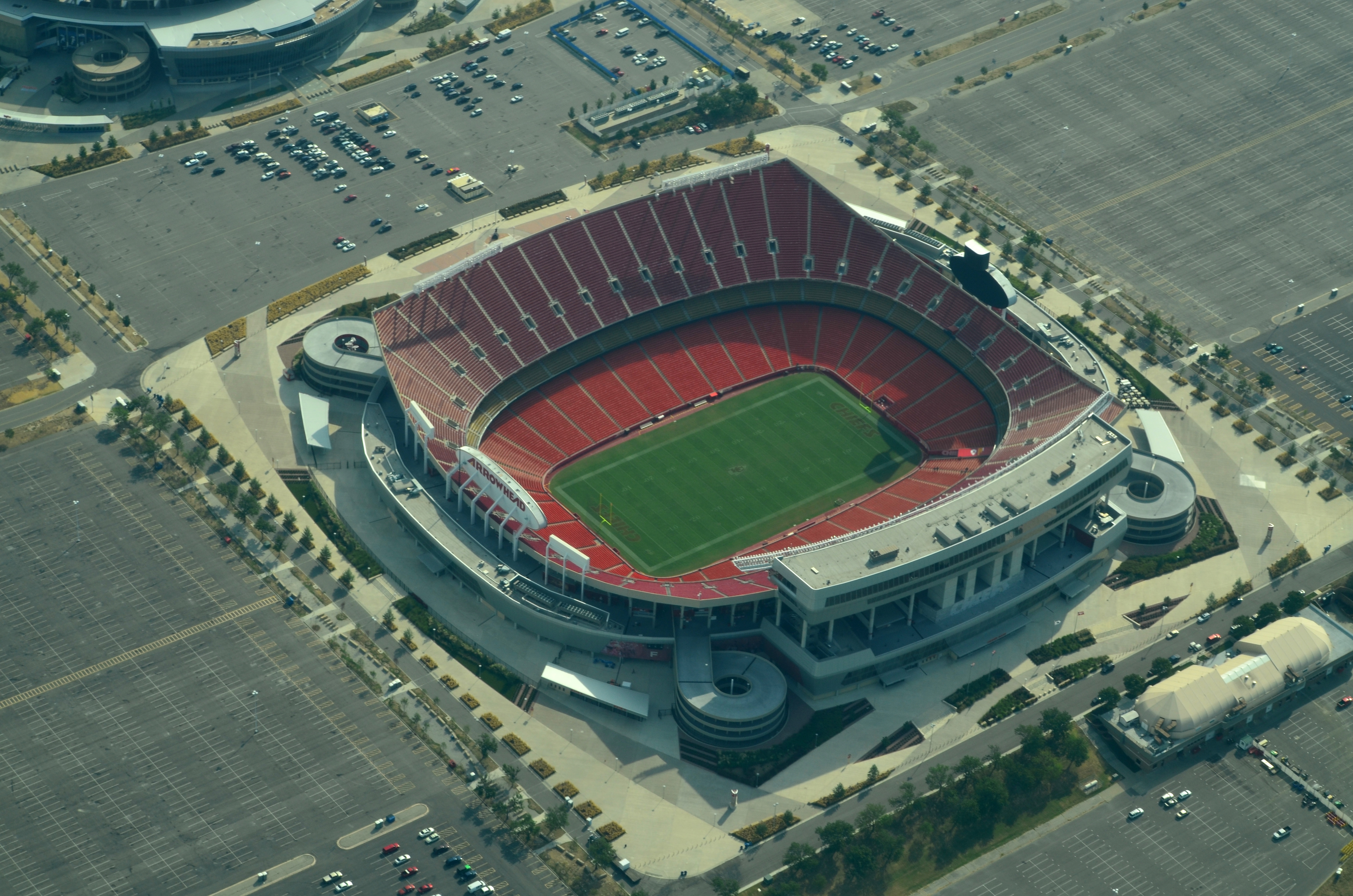
L'Arrowhead Stadium fu inaugurato nel 1972.

Dopo due differenti scioperi nella costruzione e una miriade di altri ritardi, l'Arrowhead Stadium fu ufficialmente aperto il 12 agosto quando i Chiefs batterono 24-14 i St. Louis Cardinals. Il running back Ed Podolak segnò il primo touchdown della storia della struttura.
Il 17 settembre, i Chiefs persero 20-10 contro Miami nella prima gara di stagione regolare all'Arrowhead davanti a una folla di 79.829 tifosi. Gli 82.094 spettatori fatti registrare nella vittoria per 27-14 nella vittoria su Oakland del 5 novembre furono il record della storia dell'Arrowhead. Dopo una partenza con un record di 5-3, una striscia di tre sconfitte consecutive tolse la squadra dalla corsa ai playoff, inclusa una imbarazzate sconfitta interna contro i Philadelphia Eagles ancora a secco di vittorie. Con un record di 8-6 la squadra terminò seconda nella division dietro i Raiders.
Nel 1973 il quarterback Mike Livingston partì come titolare nella sconfitta per 23-13 contro Los Angeles nella gara di debutto. Len Dawson però fece ritorno e portò la squadra a vincere tre gare consecutive. L'anziano Dawson disputò la sua ultima gara come titolare nella sconfitta 23-14 contro Buffalo il 29 ottobre nel Monday Night Football e fu sostituito per il resto della stagione da Livingston, iniziando una striscia di tre stagioni in cui i giocatori si divisero i minuti in campo. Livingston guidò la squadra ad altre tre vittorie consecutive, arrivando a metà novembre con un record di 6-3-1 ma un brutto finale di stagione impedì a Kansas City di raggiungere i playoff.
Il roster dei Chiefs iniziò a mostrare i primi segni di anzianità nel 1974. Il risultato fu che la squadra terminò la prima stagione con un bilancio negativo in undici anni, non riuscendo mai a vincere due gare di fila per tutta la stagione per prima volta nella storia del club. Molti dei titolari della squadra erano di età avanzata Len Dawson aveva 39 anni, Jim Tyrer 35, Bobby Bell, Buck Buchanan e Ed Budde ne avevano 34, Dave Hill 33 e Otis Taylor 32.
Una delle poche luci di quella stagione negativa fu il cornerback Emmitt Thomas, che guidò la lega con un record di franchigia di 12 intercetti. L'ultima gara della stagione 1974 fu l'ultima in cui i cinque futuri Hall of Famer degli anni dei titoli vinti giocarono sotto la direzione di Hank Stram. Compreso Lamar Hunt e cinque futuri Hall of Famer dei Minnesota Vikings, un totale di ben 12 membri della Pro Football Hall of Fame furono coinvolti in quella partita, una sconfitta per 35-15 che segnò la fine anche dell'era Stram, l'unico allenatore che la squadra avesse mai avuto.
Il coordinatore difensivo dei San Francisco 49ers Paul Wiggin fu nominato come nuovo allenatore il 23 gennaio 1975. Wiggin ereditò una squadra anziana da ricostruire e senza le scelte del primo giro del Draft 1973 e 1975 scambiate in precedente. Dopo aver perso le prime tre gare, Wiggin guidò la squadra a tre vittorie consecutive, incluso un ottimo 42-10 sui Raiders. Il punto più alto della stagione fu però la vittoria per 34-31 a sorpresa sui Dallas Cowboys nel Monday Night Football. La squadra perse però le ultime quattro gare consecutive e terminò con un bilancio di 5-9. L'ultima gara a Oakland fu l'ultima in carriera per Dawson e Buck Buchanan.
Nel 1976 le fortune non migliorarono nel secondo anno della gestione Wiggin. La squadra perse tre gare casalinghe consecutive, compresa una per 27-17 contro i New Orleans Saints allenati da Stram, prima di perdere per 50-17 a Buffalo il tre ottobre, aprendo la stagione con un record di 0-4 per la prima volta nella storia della franchigia. La stagione terminò alla fine con un record di 5-9.
Dopo essere vissuto nell'ombra di Len Dawson per otto stagioni, Mike Livingston fu nominato quarterback titolare, diventando il primo quarterback a partire titolare che non fosse Dawson dal 1968. Malgrado Livingston giocò e guidò la squadra alla vittoria in rimonta in due delle ultime tre gare, i Chiefs terminarono per la terza stagione consecutiva con un record di 5-9. Il running back MacArthur Lane fu l'attaccante più pericoloso della squadra, diventando solamente il terzo giocatore della franchigia a guidare la lega in ricezioni (66).
Nel 1977, Chiefs soffrirono la loro peggiore della storia (con quella del 2012) vincendo solo due gare e cambiando allenatore a metà stagione, quando Wiggin fu sostituito con l'ex allenatore dei defensive back Tom Bettis che nominato allenatore ad interim e condusse subito la squadra a una vittoria 20-10 su Green Bay. Quella fu tuttavia l'unica vittoria della sua breve gestione come allenatore in capo.
Bettis e tutto il resto della staff di Wiggin furono licenziati il 19 dicembre dopo una sconfitta ad Oakland nell'ultima gara di stagione regolare. Marv Levy, ex capo-allenatore dei Montreal Alouettes della Canadian Football League divenne il quarto allenatore della storia della franchigia il giorno successivo. Il cuore e l'anima della un tempo temuta difesa dei Chiefs se ne andarono quando Willie Lanier e Jim Lynch si ritirarono a fine stagione.

### 1978-1982: segnali di miglioramento
Nel 1978 Marv Levy tentò di rinfoltire il reparto difensivo con diverse aggiunte, tra cui il defensive end Art Still e il linebacker Gary Spani. Il running back Ed Podolak, all'epoca il recordman di franchigia per yard corse in carriera, si ritirò il 15 giugno.
Forse il più grande cambiamento portato da Levy per ricostruire i Chiefs fu l'adozione di una tattica offensiva denominata "Wing-T offense". "Eravamo in una situazione in cui ci trovammo con la squadra col peggior record difensivo della storia della National Football League," spiegò Levy. "Volevamo tenere quella difesa fuori dal campo, così corremmo per 60 volte a partita." I Chiefs del 1978 conclusero così con un record di franchigia di 663 corse tentate per 2.986 yard. La squadra corse per ben 69 volte nella giornata di apertura della stagione contro i Cincinnati Bengals il 3 settembre. Nessuna squadra aveva mai corso tanto dal 1948. Cinque diversi giocatori superarono le cento yard corse in una partita, incluso il running back Tony Reed che terminò con 1.053 yard guadagnate, il primo a superare le mille yard dal 1967. Malgrado il successo della prima giornata, il club perse 10 delle successive 11 gare, due delle quali ai supplementari. Tuttavia si videro anche dei segni di miglioramento con la difesa che riuscì a non subire punti in una vittoria per 23-0 contro San Diego il 26 novembre. La squadra concluse con un record di 4-12 la prima stagione con un calendario allargato a 16 partite.
Nel 1979 Kansas City possedeva due scelte del primo giro del draft, utilizzate per il defensive end Mike Bell e il quarterback Steve Fuller, che già alla terza gara soppiantò Mike Livingston come titolare della squadra.
Con Fuller in cabina di regia, i Chiefs iniziarono vincendo 4 delle prime 6 gare ma una striscia di 5 sconfitte consecutive a metà stagione rese vani i loro sforzi, finendo quinti nella AFC West per il secondo anno consecutivo malgrado un bilancio di 7-9. Tra quelle sconfitte ce ne fu una per 3-0 contro i Tampa Bay Buccaneers in una delle peggiori gare della storia della franchigia.
Nel 1980 i Chiefs scelsero la guardia Brad Budde, figlio dell'ex guardia dei Chiefs Ed Budde, nel primo giro del draft, divenendo la prima coppia padre-figlio scelta nel primo giro del draft dalla stessa squadra. Con una controversa decisione, il 26 agosto i Chiefs svincolarono il placekicker Jan Stenerud, all'epoca leader di tutti i tempi della franchigia per punti segnati. Fu sostituito con Nick Lowery, che in precedenza era stato svincolato 11 volte da 8 differenti squadre.
Dopo una partenza con un record di 0-4, la squadra si riprese vincendo 4 partite consecutive, a partire da una vittoria per 31-17 a Oakland, in cui il quarterback dei Raiders Dan Pastorini si ruppe una gamba e venne sostituito da Jim Plunkett, il quale guidò Oakland alla vittoria del Super Bowl XV. Dopo che Steve Fuller si infortunò a un ginocchio, l'ex scelta del dodicesimo giro Bill Kenney divenne il titolare della squadra. Questi era talmente poco conosciuto che, nella sua prima partita, il nome dietro la maglia fu scritto in maniera scorretta “Kenny”. Kenney guidò la squadra a una vittoria per 31-14 su Denver il 7 dicembre nella sua prima partenza come titolare. La difesa continuò a progredire, con i defensive end Art Still e la safety Gary Barbaro che divennero i primi difensori dei Chiefs ad essere convocati per il Pro Bowl negli ultimi cinque anni. La squadra terminò con un bilancio di 8-8, il migliore dalla stagione 1972.
Bill Kenney iniziò la stagione 1981 come titolare della squadra, portandola a vincere sei delle prime otto gare. La scelta del secondo giro del draft, il running back Joe Delaney portò nuova linfa all'attacco della squadra, correndo 1.121 yard, un primato di franchigia all'epoca. Fu premiato come rookie dell'anno della AFC e fu il primo running back a rappresentare la franchigia al Pro Bowl. Delaney corse 193 yard contro gli Oilers il 15 novembre, un altro record di franchigia per un rookie dei Chiefs.
Con un record di 8-4 e quattro gare rimanenti, i Chiefs si trovarono in un'ottima posizione per raggiungere i playoff per la prima volta negli ultimi dieci anni. Una striscia di tre sconfitte consecutive tolse però loro questa possibilità. Bill Kenney saltò le ultime tre gare a causa di un infortunio e Steve Fuller tornò temporaneamente titolare, guidando la squadra alla vittoria per 10-6 in casa di Minnesota, nell'ultima gara di sempre giocata al Metropolitan Stadium. Anche se la squadra non raggiunse i playoff, il suo bilancio di 9-7 fu il primo in positivo dal 1973.
Nel 1982 il running back Joe Delaney subì un intervento chirurgico per riparare una retina, un'operazione delicata all'epoca. L'ottimismo circondava la squadra dopo la stagione 1981 ma lo sciopero dei giocatori influì pesantemente sulla stagione della squadra. I Chiefs disputarono le prime due gare a distanza di 57 giorni l'una dall'altra e non si ripresero, perdendo quattro gare consecutive dopo il ritorno in campo. Il centro Jack Rudnay, uno dei giocatori più longevi e decorati dell'attacco della franchigia, annunciò il 20 dicembre che quella sarebbe stata la sua ultima stagione. Malgrado la vittoria di due delle ultime tre gare, l'ultima stagione dell'era Levy terminò con un record di 3-6.

### 1983-1988: chimica sbilanciata

#### 1983
Prima di iniziare la stagione 1983, il 4 gennaio la squadra licenziò Marv Levy, che concluse la sua esperienza ai Chiefs con un record complessivo di 31-42. Il 2 febbraio l'allenatore dei quarterback dei Dallas Cowboys John Mackovic fu annunciato come quinto allenatore della storia della franchigia. Il trentanovenne Mackovic divenne il più giovane ad occupare quel ruolo nella storia dei Chiefs. La squadra deteneva la settima scelta assoluta nel Draft NFL 1983, che utilizzò selezionando Todd Blackledge, una scelta poco felice considerando che nello stesso draft erano ancora disponibili quarterback del calibro di Jim Kelly, Tony Eason, Ken O'Brien e Dan Marino.
Una tragedia colpì la squadra il 29 giugno quando Joe Delaney affogò tentando di salvare tre bambini dall'annegamento a Monroe, in Louisiana. A Delaney fu assegnato come onore postumo la Presidential Citizen Medal da Ronald Reagan il 13 luglio. Il linebacker Bobby Bell invece divenne il primo giocatore dei Chiefs ad essere indotto nella Pro Football Hall of Fame il 30 luglio, portando un po' di gioia ai tifosi della squadra sconvolti dalla morte di Joe Delaney.
Con sia Kenney che Blackledge nel roster, il quarterback titolare Steve Fuller fu scambiato coi Los Angeles Rams il 19 agosto. Kenney fu convocato per il Pro Bowl dopo aver stabilito il nuovo primato di franchigia con 4.348 yard passate mentre il wide receiver Carlos Carson terminò con 80 ricezioni per 1.351 yards. Malgrado questo ottimo attacco sui passaggi, il capo-allenatore John Mackovic incontrò delle difficoltà a trovare un sostituto adeguato di Joe Delaney nel ruolo di running back. La partita col più alto punteggio della storia della franchigia ebbe luogo quando i Chiefs e i Seattle Seahawks segnarono complessivamente 99 punti in una sconfitta per 51-48 ai supplementari al Kingdome. Un misero pubblico di 11.377 seguì la squadra nella vittoria per 48-17 su Denver il 18 dicembre nell'ultima gara della stagione, la più bassa presenza della storia dell'Arrowhead, con il club che terminò con un record di 6-10.

#### 1984
La safety ex Pro Bowler Gary Barbaro fu il più noto giocatore a lasciare i Chiefs per spostarsi nella rivale United States Football League, firmando coi New Jersey Generals il 2 febbraio dopo essere rimasto fermo per tutta la stagione 1983 per una disputa contrattuale. La partenza di Barbaro e lo scambio del cornerback Gary Green diedero vita a un'ondata di ringiovanimento che portò alla squadra la migliore linea secondaria della sua storia. I cornerback Kevin Ross e Albert Lewis e le safety Deron Cherry e Lloyd Burruss sarebbero stati convocati complessivamente per 13 Pro Bowl come membri dei Chiefs negli anni a venire.
Il defensive tackle All-America Bill Maas e l'offensive tackle John Alt furono entrambi scelti nel primo giro del Draft NFL 1984. Maas fu premiato come rookie difensivo dell'anno, mentre Alt divenne una delle colonne della linea difensiva nel corso del decennio. La difesa di Kansas City mise a segno un record di squadra di 11 sack nella vittoria 10-6 su Cleveland del 30 settembre, giungendo a un solo sack dal record NFL.
Il quarterback Bill Kenney si ruppe un pollice durante la pre-stagione e dovette rimanere fermo fino alla settimana 7. Todd Blackledge disputò così le prime sei gare vincendone 3. Kenney tornò a partire come titolare contro i New York Jets il 21 ottobre ma la squadra perse quattro delle cinque gare successive al suo ritorno. Vincendo le ultime tre gare, la squadra terminò con un record di 8-8.

#### 1985
I Chiefs aprirono ottimamente la stagione battendo 47-27 New Orleans e in seguito con la safety Deron Cherry che pareggiò il record NFL con 4 intercetti nella vittoria 28-7 contro Seattle del 29 settembre, con la squadra che iniziò la stagione con un record di 3-1. Seguì però una striscia di sette sconfitte consecutive, fino a che Todd Blackledge non fu nominato titolare contro gli Indianapolis Colts il 24 novembre. La squadra vinse così 3 delle ultime cinque gare, facendo nascere una controversia su chi dovesse essere il quarterback titolare che perdurò fino alla stagione successiva.
Una delle poche note positive della stagione terminata con un record di 6-10 giunse nell'ultima gara contro San Diego quando il wide receiver Stephone Paige stabilì il record NFL ricevendo 309 yard nella vittoria, superando il precedente primato di 303 di Jim Benton di Cleveland nel 1945. Il record di Paige fu a sua volta superato dalle 336 yard di Flipper Anderson (L.A. Rams) tre anni dopo.

#### 1986
L'ex linebacker Willie Lanier fu inserito nella Pro Football Hall of Fame il 2 agosto. Sul campo, le cose iniziarono a migliorare per il capo-allenatore John Mackovic. L'attacco continuò a girare bene, mentre la difesa e gli special team mostrarono netti segnali di miglioramento. Con la squadra su un record di 3-3, Bill Kenney sostituì Todd Blackledge nella seconda metà della stagione in una gara contro San Diego, guidandola alla vittoria per 42-41. Fu la prima di quattro vittorie consecutive con Kenney in cabina di regia, la striscia più lunga dal 1980. Dopo un record di 7-3 nelle prime 10 gare, tre sconfitte consecutive a novembre misero in pericolo le possibilità dei Chiefs di raggiungere i playoff. Con due vittorie a dicembre però, la squadra raggiunse la sua prima post-season degli ultimi 15 anni. Kenney però si infortunò nell'ultima gara della stagione contro Pittsburgh e Blackledge partì come titolare nei playoff contro i Jets, con la squadra che fu sconfitta 35-15.

#### 1987
Una delle settimane più tumultuose della storia della franchigia seguì alla sconfitta nei playoff coi Jets. L'assistente allenatore e allenatore degli special team Frank Gansz si dimise il 7 gennaio per cercare di ottenere un posto come coordinatore offensivo nella NFL. Il giorno successivo, i Chiefs annunciarono in una conferenza stampa che John Mackovic era stato destituito dal suo ruolo di allenatore. Una figura popolare tra i giocatori dei Chiefs, Gansz fu fatto tornare in squadra il 10 gennaio e nominato sesto allenatore della storia della franchigia.
L'ex quarterback Len Dawson divenne il terzo giocatore dei Chiefs ad essere introdotto nella Pro Football Hall of Fame l'8 agosto, mentre gli infortuni costrinsero al ritiro il leader di tutti i tempi in tackle della franchigia Gary Spani. Una coppia di rookie si mise in mostra nella vittoria 20-13 nella settimana di debutto contro San Diego: il running back Paul Palmer ritornò un kickoff in TD e Christian Okoye guadagnò 105 yard. Uno sciopero di 24 giorni dei giocatori iniziato il 22 settembre fece cancellare la gara contro Minnesota. I giocatori di riserva disputarono invece le tre gare successive. Come era accaduto a Marv Levy cinque anni prima, la presa di Gansz sulla squadra fu indebolita dello sciopero. Dopo una striscia negativa record di 9 sconfitte, i Chiefs terminarono la stagione con un pessimo bilancio di 4-11.

#### 1988
La primavera fu caratterizzata da diversi scambi di giocatore. Todd Blackledge fu scambiato con Pittsburgh e il quarterback veterano di 12 stagioni Steve DeBerg fu acquisito dai Tampa Bay Buccaneers il 31 marzo. La squadra salì di una posizione nel Draft per scegliere come terzo assoluto il defensive end Neil Smith. Bill Kenney disputò le prime due gare come quarterback titolare della squadra ma fu sostituito da DeBerg nel secondo tempo contro Seattle. DeBerg guidò la squadra alla vittoria 20-13 su Denver nella prima partenza come titolare come membro dei Chiefs. Tuttavia seguirono sei sconfitte e un pareggio in cui Kenney e DeBerg si divisero il ruolo di titolare.
Mentre la stagione andava avviandosi al termine, divenne evidente che le cose erano sul punto di cambiare radicalmente all'interno della società. Il presidente Jack Steadman si dimise l'8 dicembre mentre il general manager Jim Schaaf fu privato del suo incarico quello stesso giorno. Steadman fu in seguito nominato presidente del consiglio di amministrazione. Sul campo la squadra terminò con un record di 4-11-1, facendo sorgere domande sul futuro di Gansz e su chi avrebbe colmato il vuoto nella leadership. Un giorno dopo la fine della stagione, l'ex dirigente dei Philadelphia Eagles e della USFL Carl Peterson fu nominato Presidente/General Manager e direttore esecutivo.

## Cambio di rotta

### 1989-2000: "Martyball"

#### 1989
Dopo un record di 8-22-1 in due stagioni, Frank Gansz fu licenziato da capo-allenatore il 5 gennaio 1989. Il 24 gennaio il general manager Carl Peterson scelse come suo successore l'ex capo-allenatore dei Cleveland Browns Marty Schottenheimer, che divenne il settimo allenatore della storia dei Chiefs. La prima scelta nel draft dell'era Peterson fu il miglior giocatore della franchigia per il successivo decennio, il linebacker Derrick Thomas, selezionato come quarto assoluto. Thomas assieme al defensive end Neil Smith formò una delle coppie di push rusher più temute della storia della NFL, facendo registrare complessivamente 212,5 sack nel corso delle loro illustri carriere nei Chiefs. L'era Peterson-Schottenheimer partì sotto cattivi auspici con una sconfitta per 34-20 a Denver il 10 settembre, col primo passaggio del quarterback Steve DeBerg che fu intercettato e ritornato in touchdown. La squadra vinse quattro delle successive dieci gare con l'ex quarterback dei Philadelphia Eagles Ron Jaworski e Steve Pelluer, acquisito in uno scambio con Dallas, che giocarono tre gare da titolare a testa in quell'arco di tempo. DeBerg riguadagnò il posto da titolare nelle ultime cinque gare, vincendone quattro, portando la squadra a un passo dai playoff con un record di 8-7-1. La gara migliore tra queste fu la vittoria per 34-0 contro Houston. Il running back Christian Okoye fu il primo giocatore dei Chiefs a guidare la NFL in yard corse con 1.480, mentre Derrick Thomas fu premiato unanimemente come rookie dell'anno.

#### 1990

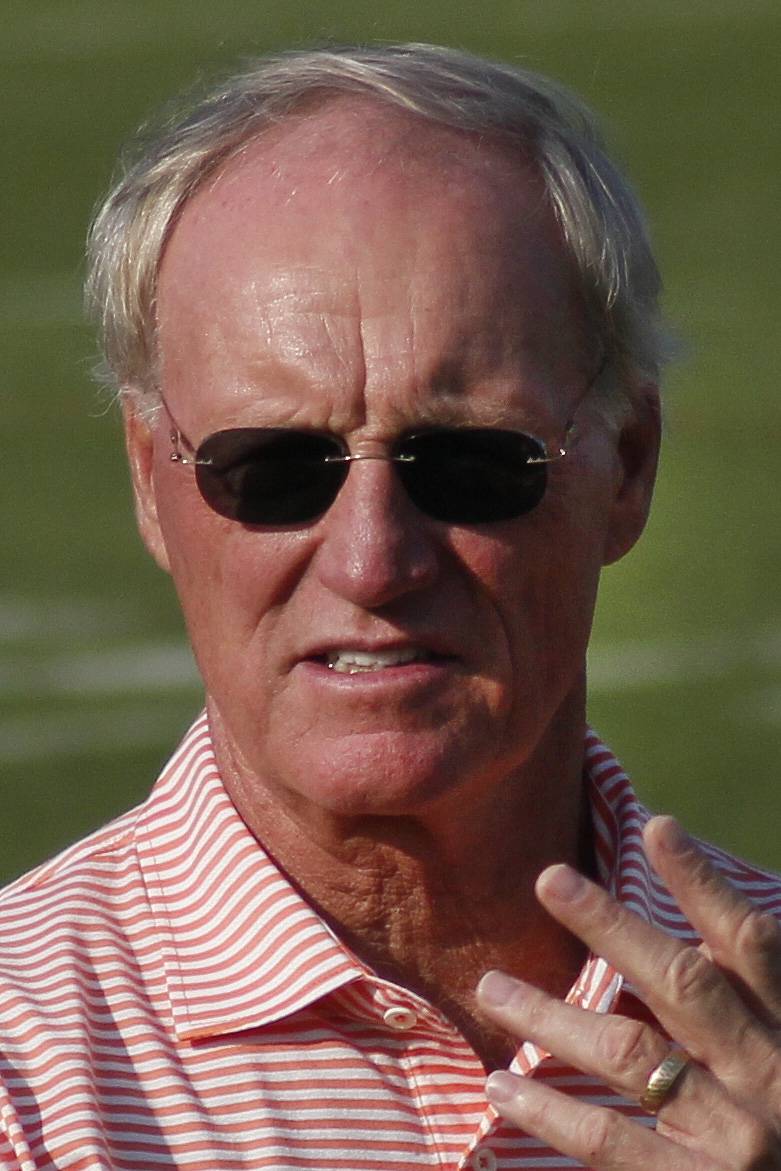
Marty Schottenheimer allenò i Chiefs dal 1989 al 1998.

La formazione della formidabile linea offensiva degli anni novanta dei Chiefs ebbe due aggiunte chiave con gli arrivi del centro Tim Grunhard e della guardia Dave Szott dal Draft NFL 1990. L'ex defensive tackle Buck Buchanan fu inserito nella Pro Football Hall of Fame il 4 agosto. La squadra vinse tre delle prime quattro gare della stagione, ma in seguito ne perse tre delle successive sei.
Il running back arrivato come free agent Barry Word corse un record di franchigia di 200 yard nella vittoria 43-24 sui Detroit Lions il 14 ottobre. Kansas City guidò la NFL con un record di franchigia di 60 sack, inclusi 20 di Derrick Thomas che stabilì a sua volta un primato di squadra. Thomas fece registrare anche il record NFL in una singola gara mettendone a segno 7 contro Seattle, in una che gara che tuttavia i Seahawks vinsero 17-16 con un passaggio da touchdown all'ultimo secondo. La squadra però si riprese vincendo sei delle successive sette gare. Trascinati in attacco da DeBerg (che passò 23 touchdown e soli 4 intercetti) Kansas City raggiunse per la prima volta i playoff dal 1986 e terminò con un record di 11-5, il migliore dal 1969. La squadra subì una sconfitta per 17-16 a Miami il 5 gennaio 1991 nel turno delle wild card col placekicker Nick Lowery che sbagliò il field goal del potenziale pareggio a 56 secondi dal termine.

#### 1991
Il 27 luglio l'ex placekicker Jan Stenerud divenne il primo della storia nel suo ruolo ad essere indotto nella Pro Football Hall of Fame. La stagione iniziò con una vittoria il 1º settembre contro gli Atlanta Falcons per 14-3 in un Arrowhead Stadium esaurito.
I Chiefs disputarono il Monday Night Football tre volte, inclusa una in cui vinsero per 33-6 contro i Buffalo Bills campioni della AFC in carica. La squadra terminò con un record di 10-6 e per la prima volta dal biennio 1968-69 si qualificò per i playoff in due stagioni consecutive. Una vittoria per 27-21 contro i Los Angeles Raiders nell'ultima gara della stagione diede ai Chiefs il diritto di ospitare i Raiders solo sei giorni dopo nella prima gara di playoff nella storia dell'Arrowhead. Grazie a sei palloni persi da Los Angeles, i Chiefs vinsero la loro prima gara di playoff dal Super Bowl IV con un 10-6 il 28 dicembre. La settimana seguente la squadra perse per 37-14 a Buffalo nel divisional round.

#### 1992
Nel 1992 i Chiefs firmarono una loro vecchia nemesi ai tempi di Seattle, il quarterback free agent Dave Krieg che venne nominato titolare della squadra. La safety sei volte Pro Bowler Deron Cherry annunciò il suo ritiro a luglio dopo aver messo a segno 50 intercetti in 11 stagioni con la franchigia. I Chiefs ritirarono i numeri di maglia per gli ex giocatori Buck Buchanan (#86), Willie Lanier (#63) e Jan Stenerud (#3) in una cerimonia prima di una gara di pre-stagione contro Buffalo.
La scelta del primo giro, il cornerback Dale Carter vinse il Bert Bell Trophy come miglior rookie dell'anno. La prima volta che toccò il pallone come professionista, Carter ritornò un punt per 56 yard in touchdown nella vittoria 24-10 a San Diego il 6 settembre. Il running back Christian Okoye superò Ed Podolak come leader di tutti i tempi in yard corse della franchigia la settimana successiva a Seattle. La squadra partì con un record di 3-1 ma a metà stagione si trovò ferma sul 4-4. Malgrado quattro vittorie consecutive, i Chiefs necessitavano di una vittoria nell'ultima gara della stagione per raggiungere i playoff. Krieg contro i Broncos passò due touchdown e la squadra ottenne una netta vittoria sui Broncos per 42-20, terminando con un record di 10-6. I Chiefs uscirono presto dai playoff, con Krieg che subì 7 sack nella sconfitta a San Diego per 17-0 il 2 gennaio 1993.

#### 1993
Il 20 aprile, i Chiefs ottennero in uno scambio il grande quarterback Joe Montana, che aveva guidato i San Francisco 49ers alla vittoria di quattro Super Bowl nel decennio precedente. La guardia Will Shields fu scelta nel terzo giro del Draft, andando a rinforzare un reparto che contava già su Grunhard e Szott, ancorando la linea offensiva della squadra fino al 2006.

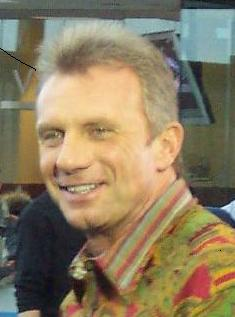
Joe Montana passò le ultime due stagioni della carriera con i Chiefs portandoli alla finale della AFC nel 1993.

Il 9 giugno, il club firmò come unrestricted free agent il running back Marcus Allen, che veniva da undici stagioni trascorse come avversario di division dei Chiefs come membro dei Los Angeles Raiders. Montana e Allen fecero il loro debutto nella vittoria 27-3 a Tampa Bay il 5 settembre, la prima volta che Montana riuscì a disputare la prima gara della stagione dal 1990. Shields iniziò un record di franchigia di 175 gare come titolare la settimana successiva a Houston. Grazie a un paio di vittorie nel Monday Night Football all'Arrowhead, la squadra si trovò su un record di 6-2 a metà stagione. Prima di scendere in campo il 26 dicembre contro Minnesota, la squadra seppe già di aver vinto il suo primo titolo della AFC West dal 1971 grazie alla sconfitta dei Raiders in precedenza nello stesso giorno. La squadra terminò con un record di 11-5, la quarta stagione consecutiva in doppia cifra.
Kansas City ebbe il suo primo vero assaggio della "Montana Magic" quando il futuro membro della Hall of Fame gestì una brillante rimonta andando a vincere per 27-24 nei supplementari nel primo turno di playoff contro Pittsburgh l'8 gennaio 1994. La settimana successiva la squadra volò fino all'Astrodome per affrontare gli Oilers, che avevano concluso la stagione vincendo le ultime 11 partite. La favorita Houston si portò in vantaggio per 13-7 nel quarto periodo, ma ancora una volta Montana orchestrò una rimonta, guidando la squadra alla vittoria per 28-20. L'avventura nei playoff dei Chiefs si concluse nella finale della AFC a Buffalo il 23 gennaio. Montana fu costretto a uscire ad inizio gara e i Bills vinsero per 30-13, conquistando il loro quarto titolo consecutivo della AFC.

#### 1994
Mentre nella stagione precedente erano giunti diversi free agent di rilievo, nel 1994 molti voti noti lasciarono la squadra, in particolare i cornerback Albert Lewis e Kevin Ross e il kicker Nick Lowery. Il quarterback Steve Bono fu acquisito in uno scambio con San Francisco il 2 maggio per essere la riserva di Montana, una situazione in cui si era già trovato quando entrambi erano ai 49ers.
L'11 settembre, Steve Young e i San Francisco 49ers giunsero all'Arrowhead per giocare contro Joe Montana e i Chiefs in un match molto pubblicizzato. I Chiefs prevalsero sui 49ers e sul successore di Montana per 24-17 davanti ai 79.907 dell'Arrowhead. Dopo aver iniziato vincendo le prime tre gare, Kansas City ne perse due consecutive prima di interrompere una striscia negativa di 11 sconfitte contro Denver al Mile High Stadium il 17 ottobre in un memorabile Monday Night. Montana guidò un'altra rimonta magistrale, trovando con un passaggio da touchdown da 5 yard il wide receiver Willie Davis a 8 secondi dal termine, dando ai Chiefs la vittoria per 31-28. Nel finale di stagione, una striscia di tre sconfitte consecutive mise in serio pericolo le speranze di playoff della squadra, necessitando di una vittoria nell'ultima gara della stagione a Los Angeles contro i Raiders. Marcus Allen disputò la sua gara migliore come Chief, ironicamente contro la sua ex squadra, correndo 33 volte per 132 yard nella vittoria 19-9. Con un record di 9-7, Kansas City si qualificò ai playoff per la quinta stagione consecutiva. Tuttavia, nell'ultima gara in carriera di Joe Montana, i Chiefs furono sconfitti a Miami dai Dolphins di Dan Marino.

#### 1995
Joe Montana annunciò il suo ritiro dopo 16 stagioni da professionista il 18 aprile e Steve Bono fu promosso nel ruolo di titolare. Malgrado le poco ottimistiche previsioni di media specializzati alla vigilia, Bono si guadagnò una convocazione per il Pro Bowl guidando la squadra al miglior record della NFL con 13-3, vincendo tutte le gare contro gli avversari di division e rimanendo imbattuti all'Arrowhead. I Chiefs guidarono la NFL in yard corse (138,9 a partita), minor numero di punti subiti (15,1 a partita) e differenziale tra palloni persi forzati agli avversari e palloni persi subiti (+12). Il 22 ottobre nel bel mezzo di una tempesta di neve a Denver, Marcus Allen segnò il centesimo touchdown in carriera. Sette giocatori dei Chiefs furono convocati per il Pro Bowl, più di ogni altra squadra della AFC. Nei playoff però, la squadra perse a sorpresa contro gli sfavoriti Indianapolis Colts in una gara giocata in un clima gelido. Tre intercetti subiti e tre field goal sbagliati dal placekicker Lin Elliot contribuirono alla sconfitta 10-7 all'Arrowhead.

#### 1996
Kansas City iniziò la stagione con essenzialmente la stessa formazione che aveva trovato fortuna nel 1995 e fu inserita nella copertina di Sports Illustrated assieme a Green Bay come le due squadre favorite per raggiungere il Super Bowl nella pre-stagione. La squadra iniziò per la prima volta nella sua storia vincendo tutte le prime quattro partite ma le cose si complicarono quando seguirono quattro sconfitte consecutive. Una striscia di tre vittorie, inclusa una sui Packers futuri vincitori del Super Bowl però rimise la squadra in corsa per un posto nei playoff.

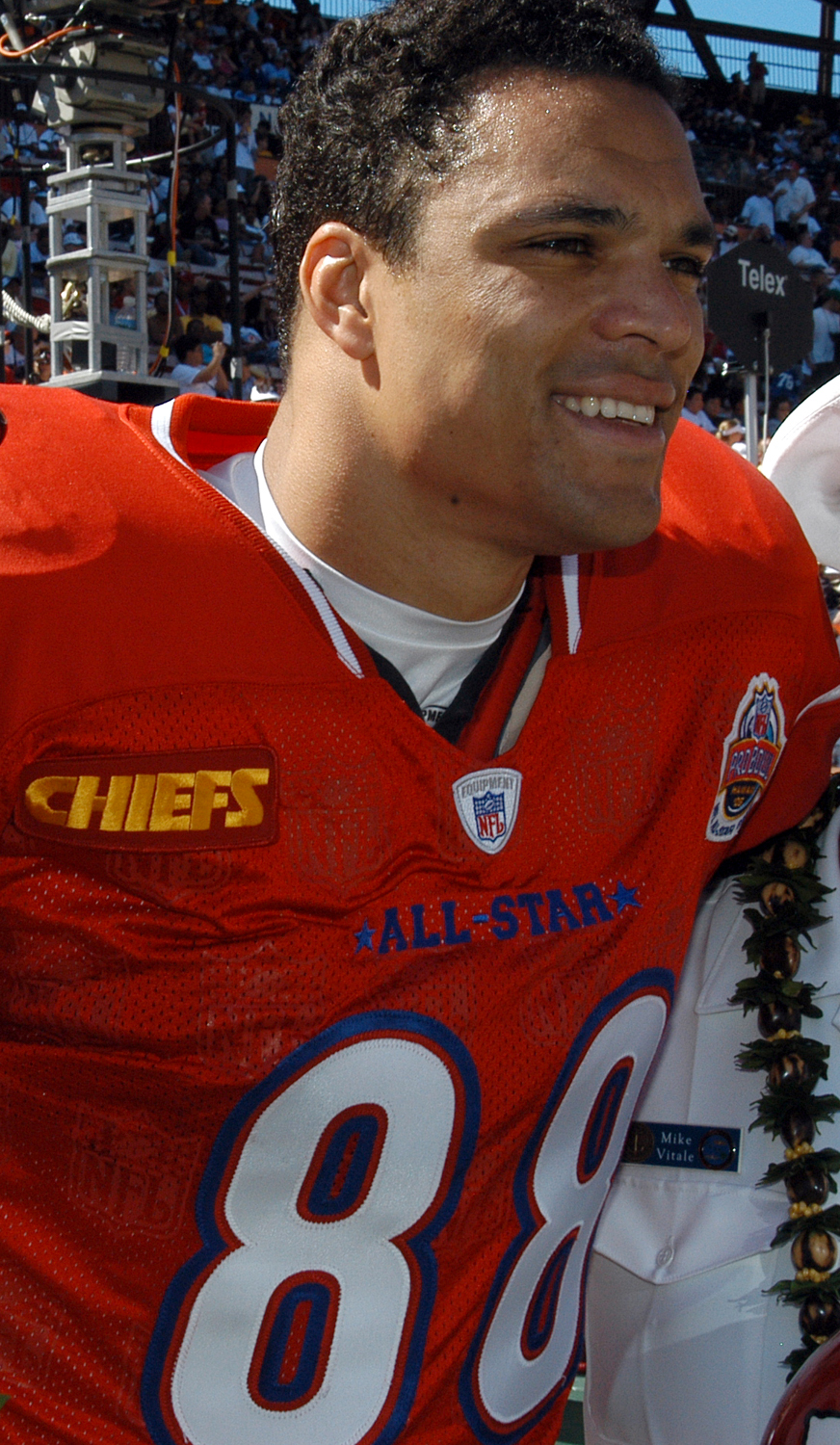
Tony Gonzalez, uno dei migliori tight end di tutti i tempi, fu scelto dai Chiefs nel primo giro del Draft 1997.

Per la squadra la situazione peggiorò quando in una sconfitta per 28-14 contro San Diego il 24 novembre, Steve Bono fu sostituito nel secondo tempo dal quarterback Rich Gannon. Gannon prese in mano le redini della squadra nella vittoria per 28-24 il Giorno del Ringraziamento a Detroit, il giorno in cui Marcus Allen superò Walter Payton diventando leader di tutti i tempi della lega col suo 111º touchdown su corsa segnato in carriera, un primato in seguito superato da Emmitt Smith. Bisognosi di una sola vittoria per qualificarsi ai playoff, i Chiefs persero le due gare successive, con Gannon che fu rallentato dagli infortuni. In una gara da dentro o fuori contro Buffalo, tutte le speranze di playoff erano riposte in Bono. Malgrado la sconfitta 20-9 coi Bills però, i Chiefs avrebbero avuto ancora una possibilità se gli Atlanta Falcons avessero battuto i Jacksonville Jaguars. Il kicker di Atlanta Morten Andersen però sbagliò il field goal della vittoria da 30 yard a 4 secondi dal termine e la vittoria andò ai Jaguars. I Chiefs terminarono con un record di 9-7 e per la prima volta dal 1989 non raggiunsero i playoff.

#### 1997
Kansas City operò dei grossi cambiamenti nel proprio roster nel 1997, a partire dalla firma del quarterback free agent Elvis Grbac il 17 marzo. Oltre a questi, i Chiefs contarono undici nuovi titolari, incluso il wide recevier Andre Rison, premiato a fine anno come miglior giocatore della squadra e che fu il primo ricevitore del club ad essere convocato per il Pro Bowl da un decennio. In difesa, le prime quattro scelte del draft 1996, le safety Jerome Woods e Reggie Tongue, il defensive end John Browning e il linebacker Donnie Edwards emersero tutti come titolari.
Il tackle John Alt annunciò il suo ritiro durante il training camp il 21 luglio. Tutti questi volti nuovi formarono un'unità coesa che portò la squadra a un record di 13-3, incluso un 8-0 all'Arrowhead, vincendo il secondo titolo di division in tre anni. Dopo una partenza con un record di 6-2, contro Pittsburgh Grbac si ruppe una clavicola ma Rich Gannon portò la squadra a un record parziale di 5-1 nelle successive sei gare. I Chiefs guidarono la NFL per minor numero di punti subiti a partita, 14,5, che furono il minimo della storia per la squadra in un campionato di 16 turni. Kansas City inoltre superò un record NFL vecchio di 63 anni (stabilito dai Detroit Lions nel 1934) non subendo alcun touchdown nel secondo tempo per dieci gare consecutive. Grbac fece ritorno per l'ultima gara di stagione regolare contro New Orleans il 21 dicembre e la squadra terminò con la sesta vittoria consecutiva, un nuovo primato per i Chiefs.
Il record di 13-3 diede alla franchigia il vantaggio del fattore campo per tutti i playoff della AFC ma il loro viaggio ebbe vita breve poiché persero immediatamente nel divisional round contro i Denver Broncos futuri vincitori del Super Bowl per 14-10.

#### 1998
Nel 1998 Elvis Grbac come quarterback titolare, i Chiefs scesero a un record di 7-9. Marty Schottenheimer ricevette aspre critiche per i suoi fallimenti nei playoff e per il suo stile di gioco conservativo (soprannominato "Martyball") e si dimise a fine stagione.

#### 1999-2000
Dopo l'addio di Schottenheimer, questi fu sostituito come capo-allenatore dall'allenatore della difesa Gunther Cunningham. In due anni, Cunningham mostrò pochi segnali di miglioramento, terminando con record di 9-7 e 7-9. Un'altra tragedia colpì la squadra quando Derrick Thomas morì per le conseguenze di un incidente d'auto avvenuto la mattina del 23 gennaio 2000 mentre era alla guida della sua Chevrolet Suburban sulla strada per raggiungere il Kansas City International Airport durante una tempesta di neve, mentre si apprestava a volare a St. Louis per giocare contro i Rams. Dopo la perdita di Thomas, la difesa collassò. I Chiefs vinsero principalmente per merito degli alti punteggi fatti registrare dall'attacco piuttosto che per i propri sforzi difensivi.

### 2001-2005: un attacco esplosivo

#### 2001

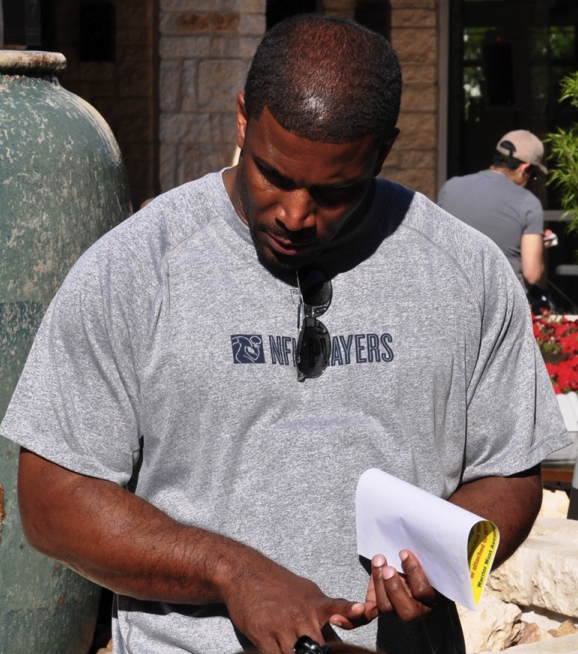
Priest Holmes nel 2001 stabilì il record NFL con 26 touchdown segnati.

Dopo aver condotto i St. Louis Rams alla vittoria del Super Bowl ed essersi ritirato, Dick Vermeil fu convinto ad assumere la guida della squadra nel 2001. Vermeil disse che la squadra sarebbe stato pronta per il Super Bowl "nel giro di tre anni", mentre in realtà Vermail sarebbe rimasto a Kansas City per i successivi cinque.
La prima mossa che la squadra operò fu in realtà una costrizione dal momento che il quarterback Elvis Grbac annullò il suo contratto, rinunciando a un bonus di 11 milioni di dollari, per passare ai Baltimore Ravens campioni in carica. Vermeil lo sostituì con quella che era stata la sua prima scelta per fungere da quarterback dei Rams prima dell'esplosione di Kurt Warner, Trent Green.
Un altro innesto di rilievo fu il running back Priest Holmes, scivolato nel ruolo di riserva a Baltimore dietro a Jamal Lewis nella stagione del loro primo Super Bowl. Aggiunte alla linea offensiva compresero il tackle sinistro e futuro Hall of Famer Willie Roaf da New Orleans, Casey Wiegmann come centro, Brian Waters come guardia e John Welbourn da Philadelphia, contribuendo a creare il forte attacco della squadra. Holmes superò il record NFL di Marshall Faulk di 26 touchdown in una stagione il 27 dicembre 2003. Questo primato fu successivamente superato prima da Shaun Alexander e poi da LaDainian Tomlinson.
Vermeil portò diversi elementi del "Greatest Show on Turf" da St. Louis all'attacco di Kansas City ma come nell'era Schottenheimer negli anni novanta, non riuscì a vincere alcuna gara di playoff.

#### 2003
I Chiefs terminarono con un record di 13-3 nel 2003 e il loro attacco, considerato da alcuni uno dei migliori di tutti i tempi, contribuì a rendere Kansas City ancora una favorita per vincere il Super Bowl XXXVIII. Dopo aver iniziato con un record di 9-0, i Chiefs persero contro i Cincinnati Bengals nella decima gara. La stagione da sogno iniziò a mostrare le prime crepe a novembre ma la squadra riuscì comunque a qualificarsi ai playoff col secondo miglior record della conference. Il vantaggio di giocare nel campo di casalingo e il celebrato attacco della squadra non riuscirono a portare i Chiefs alla gloria poiché furono subito sconfitti dai Colts nel divisional round, con le due squadre che per la prima volta nella storia dei playoff non calciarono alcun punt. La difesa dei Chiefs fu immediatamente messa sotto attacco dopo la sconfitta e Greg Robinson, il coordinatore difensivo, si dimise a fine stagione.

#### 2004
I Chiefs terminarono la stagione 2004 con un magro record di 7 vittorie e 9 sconfitte. Gunther Cunningham fu riassunto come coordinatore difensivo ma la difesa mostrò pochi segnali di miglioramento mentre l'attacco, dal canto suo, non riuscì a far registrare gli alti punteggi della stagione precedente.

#### 2005
Per la stagione 2005, i Chiefs acquisirono diversi nuovi giocatori in difesa per migliorare un reparto che si era classificato tra i peggiori della lega nelle tre stagioni precedenti. Quest'anno vide l'emergere di Larry Johnson che partì come running back titolare al posto dell’infortunato Priest Holmes. Malgrado la vittoria di dieci partite, i Chiefs divennero la quarta squadra della storia a terminare con un record di 10-6 a non riuscire a qualificarsi per i playoff.

### 2006-2012: ricostruzione

#### 2006

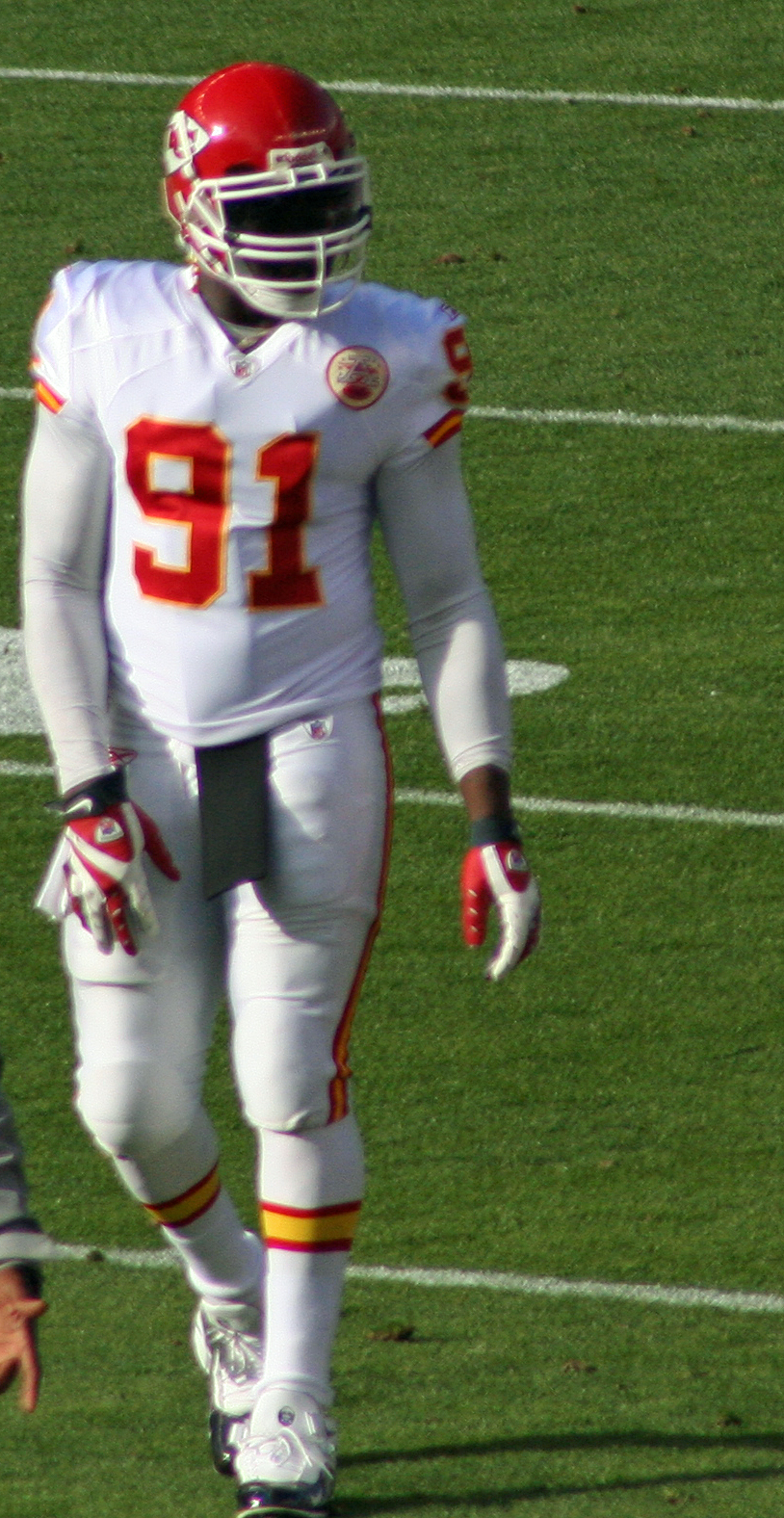
Tamba Hali fu scelto nel Draft 2006.

Un Dick Vermeil in lacrime annunciò il suo ritiro prima dell'ultima gara della stagione 2005. Nel giro di due settimane, l'ex allenatore dei New York Jets Herman Edwards firmò un nuovo contratto quadriennale per allenare i Chiefs. Quell'anno la squadra tornò ai playoff dopo tre anni, dove fu sconfitta per 23-8 nel turno delle wild dalla sua nemesi della post-season, gl Indianapolis Colts.
Nel frattempo, il proprietario e fondatore dei Chiefs Lamar Hunt morì il 13 dicembre 2006 dopo una battaglia di dieci anni con un cancro alla prostata. Hunt fu ricordato per il resto della stagione 2006 da tutta la NFL con momenti di silenzio e cerimonie a Kansas City. Le redini della franchigia passarono in mano al figlio Clark.

#### 2007
Prima dell'inizio della stagione 2007 i Chiefs furono coinvolti dai problemi con i rinnovi contrattuali di Tony Gonzalez e di Trent Green. Il quarterback di riserva Damon Huard firmò un contratto triennale a febbraio e a Green non solo fu chiesto di ristrutturare il proprio contratto ma fu anche offerto in ipotetici scambi ad altre squadre. Il 5 giugno fu scambiato coi Miami Dolphins per una scelta del quinto giro del Draft NFL 2008.
Dopo una partenza con un record di 4-3, le difficoltà in attacco rallentarono la squadra. Furono schierati cinque differenti running back quando Larry Johnson si infortunò nella settimana 9 contro Green Bay. Nemmeno nel ruolo di quarterback ci fu stabilità, con Huard e Brodie Croyle che si alterarono in quel ruolo, mentre la linea offensiva subì l'assenza di Will Shields. La stagione terminò con una striscia di nove sconfitte consecutive, la prima della squadra dal 1987, e un record di 4-12. Fu la prima stagione con 12 sconfitte della squadra dal 1978.
L'allenatore Herman Edwards continuò il tentativo di ricostruzione del roster dei Chiefs inserendo giocatori giovani, soprattutto in difesa, e cercando di rinvigorire una linea offensiva un tempo da record.
In onore del fondatore Lamar Hunt, i Chiefs indossarono uno speciale emblema della American Football League sulle loro uniformi con le iniziali "LH" dentro il pallone da football del logo.

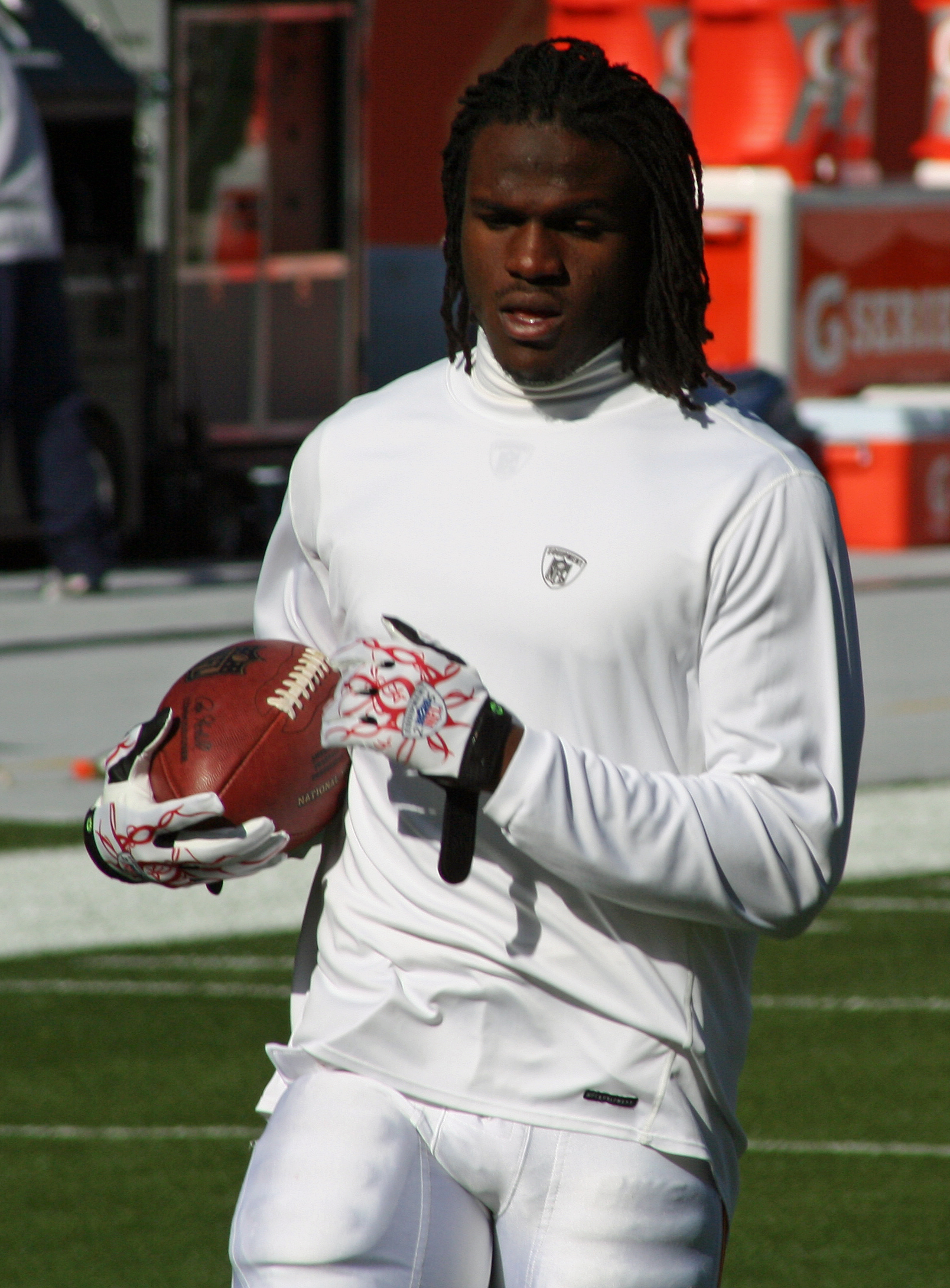
Il running back Jamaal Charles fu scelto nel Draft 2008.

#### 2008
Nel terzo giro del Draft 2008 i Chiefs scelsero il running back Jamaal Charles che sarebbe diventato una delle colonne dell'attacco della squadra nelle stagioni successive. Nella gara di debutto della stagione in trasferta contro New England, il quarterback dei Patriots Tom Brady fu colpito a una gamba dalla safety dei Chiefs Bernard Pollard, rompendosi il legamento collaterale anteriore e perdendo tutto il resto dell'anno. Al di fuori di ciò, ci fu poco altro nella stagione dei Chiefs, che terminarono col peggior record della lega, 2-14. A fine anno, Herm Edward fu licenziato.

#### 2009
Prima della stagione 2009, la squadra acquisì il quarterback Matt Cassel (che aveva giocato al posto dell'infortunato Brady durante l'anno precedente) e il linebacker veterano Mike Vrabel da New England per una scelta del secondo giro del draft. Scott Pioli fu inoltre assunto come general manager, un altro arrivo da New England. Come nuovo allenatore il 6 febbraio 2009 fu assunto Todd Haley.

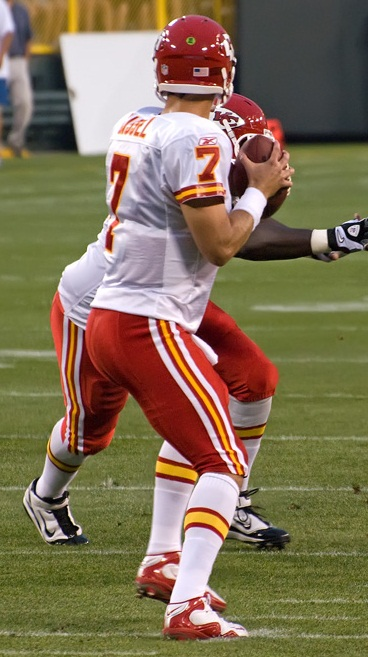
Matt Cassel fu il quarterback dei Chiefs dal 2009 al 2012.

A inizio stagione i Chiefs mostrarono pochi segnali di miglioramento rispetto alla stagione precedente, perdendo tutte le prime cinque partite prima di vincere contro i Washington Redskins nella settimana 6. Nella settimana 11 la squadra riuscì a battere ai supplementari gli ultimi vincitori del Super Bowl, i Pittsburgh Steelers e chiusero con un record di 4-12 battendo Denver, impedendo ai Broncos di qualificarsi per i playoff. In quella partita Jamaal Charles stabilì un nuovo record di franchigia correndo per 259 yard.

#### 2010
I Chiefs partirono con un record di 3-0 nel 2010, iniziando con una vittoria sui San Diego per 21-14 nel Monday Night Football. Fu la loro prima presenze nel Monday Night in un decennio e la prima vittoria casalinga sui Chargers dal 2006. Le due vittorie successive furono contro i Browns e i 49ers. I Chiefs arrivarono alla settimana di pausa come l'unica squadra imbattuta della lega ma, come molti esperti previdero, persero contro Indianapolis 19-9 nella settimana 5. Persero una gara equilibrata contro gli Houston Texans (35-31) nella settimana 6 e poi vinsero contro Jaguars e Buffalo Bills. Seguirono sconfitte contro Oakland e Denver e tre vittorie consecutive su Seattle, Arizona e Denver, una sconfitta a San Diego e vittorie su St. Louis e Tennessee. Malgrado una sconfitta in casa nell'ultima gara contro Oakland, i Chiefs terminarono con un record di 10-6 e vinsero il loro primo titolo di division dal 2003. Nel primo turno dei playoff furono battuti nettamente per 30-7 da Baltimore Ravens.

#### 2011
Kansas City iniziò la stagione 2011 con tre sconfitte nelle prime tre partite, inclusa quella a Detroit dove Jamaal Charles si infortunò per tutto il resto della stagione a causa della rottura del legamento collaterale anteriore. La squadra però si riprese vincendo le successive quattro gare, compresa una ai supplementari nel Monday Night Football su San Diego. Seguì però una sconfitta in casa contro i Miami Dolphins ancora senza vittoria, in cui anche Matt Cassel si infortunò per il resto della stagione. Dopo aver perso quattro delle successive cinque gare, i Chiefs licenziarono l'allenatore Todd Haley a meno di un anno dalla vittoria del titolo di division. Con l'allenatore ad interim Romeo Crennel e il recentemente acquisito quarterback Kyle Orton in cabina di regia, i Chiefs riuscirono a battere a sorpresa gli ancora imbattuti Green Bay Packers e, con un record di 6-8, si trovarono ancora in grado di puntare alla vittoria della division. Le loro speranze tuttavia si dissolsero a causa di una sconfitta per 16-13 ai supplementari contro gli arci-rivali di Oakland. La stagione terminò con sette vittorie e nove sconfitte.

#### 2012
I Chiefs toccarono il fondo del 2012, con un gioco sui passaggi che fu il peggiore di tutti i tempi. Cassel fu messo in panchina due volte in favore di Brady Quinn, ma nessuno dei due quarterback riuscì a concludere granché. Malgrado l'aver avuto cinque giocatori nel roster di convocati per il Pro Bowl e il rientrante Charles che superò le 1.500 yard corse, la squadra terminò col record di 2-14, il peggiore della lega.
La stagione 2012 di Kansas City assunse toni tragici quando il linebacker Jovan Belcher uccise la propria fidanzata durante una lite. In seguito guidò fino all'Arrowhead Stadium, dove ebbe un confronto con Crennel e diversi altri dipendenti dei Chiefs nel parcheggio. Questi tentarono di farlo ragione ma Belcher, dopo averli ringraziati, si sparò un colpo alla testa.

## 2013-presente: L'era di Andy Reid

### 2013

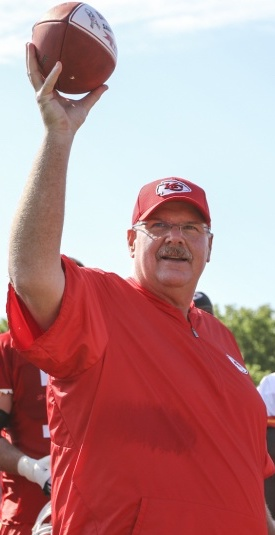
Andy Reid iniziò ad allenare i Chiefs nel 2013

Romeo Crennel fu licenziato il giorno dopo la fine della stagione 2012 e il 4 gennaio 2013 i Chiefs interruppero i loro rapporti anche col general mananger Scott Pioli nominando l'ex allenatore degli Eagles Andy Reid come nuovo capo-allenatore.
Il 27 febbraio 2013, i Chiefs acquisirono dai 49ers il quarterback Alex Smith cambio di una scelta del secondo giro del Draft NFL 2013. Con la prima scelta assoluta del draft, Kansas City scelse l'offensive tackle dalla University of Central Michigan Eric Fisher.
Nel mese di agosto, un altro membro dei Chiefs vincitori del Super Bowl IV, Curley Culp, fu inserito nella Hall of Fame.
Nella prima gara della stagione, i Chiefs batterono i Jacksonville Jaguars per 28-2 e partirono per la prima volta con un record di 3-0 dal 2010 grazie alla vittoria in trasferta nel Thursday Night sugli Eagles. Con la vittoria sugli Houston Texans nella settimana 7, Kansas City rimase l'unica squadra imbattuta della lega. I Chiefs arrivarono alla settimana di pausa con un record di 9-0, pareggiando il record di franchigia, trascinati dall'affidabilità di Smith nel ruolo di quarterback, dalle corse di Charles e da una delle migliori difese della lega, guidata da Tamba Hali e Justin Houston.

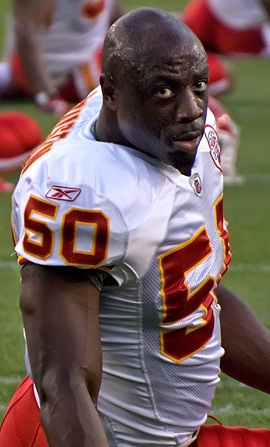
Nel 2014 Justin Houston guidò la NFL con un record di franchigia di 22 sack

La prima sconfitta stagionale di Kansas City giunse nella settimana 11 in casa dei Denver Broncos rivali di division. La domenica seguente, in una gara dalle mille emozioni, i Chiefs uscirono nuovamente sconfitti in casa per 41-38 contro i Chargers e la terza sconfitta consecutiva giunse nella rivincita coi Broncos. La stagione regolare si chiuse con un record di 11-5 al secondo posto della propria division, con dieci giocatori della squadra che vennero convocati per il Pro Bowl. Nel primo turno di playoff, i Chiefs guidavano per 38-10 sugli Indianapolis Colts all'inizio del secondo tempo ma in seguito collassarono perdendo per 45–44 e venendo eliminati.

### 2014
Nel 2014 i Chiefs terminarono ancora con un record positivo, 9-7, non sufficiente però per un posto nei playoff, malgrado l'avere battuto nella stagione regolare entrambe le partecipanti al Super Bowl di quell'anno. Degno di nota fu il fatto che la squadra non riuscì a segnare un solo touchdown con i suoi wide receiver, un evento che non capitava dai New York Giants del 1964 e la prima volta in assoluto con un calendario a 16 partite.

### 2015

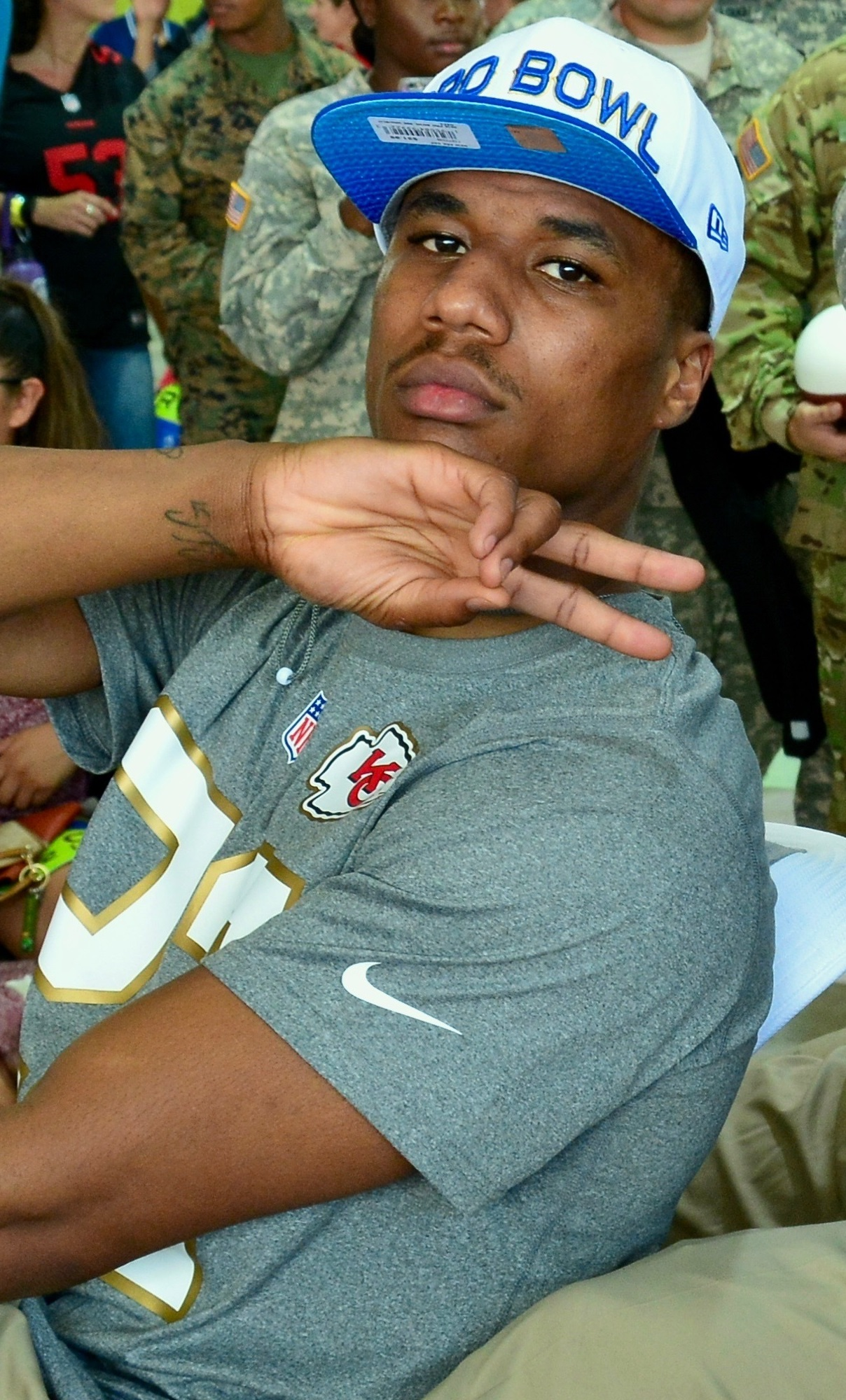
Il cornerback Marcus Peters

Per ovviare i problemi su ricezione dell'anno precedente, il club firmò il free agent Jeremy Maclin. Dopo avere iniziato con un record di 1-5 e malgrado un grave infortunio della stella Jamaal Charles, i Chiefs vinsero vinse tutte le dieci partite successive, raggiungendo una wild card per i playoff. Furono la seconda squadra della storia a qualificarsi per la post-season dopo una partenza per 1-5 dopo i Cincinnati Bengals del 1970.
Nel primo turno di playoff, Kansas City interruppe un digiuno di 22 anni battendo gli Houston Texans per 30-0. Casualmente, la loro ultima vittoria era stata contro la precedente franchigia di Houston, gli Oilers. La stagione dei Chiefs, rallentati dagli infortuni, si chiuse la settimana successiva, venendo eliminati in trasferta dai Patriots numero 2 del tabellone, interrompendo un record di franchigia di 11 vittorie consecutive. Tra le note più positive della stagione, vi fu Marcus Peters, che si impose subito come uno dei migliori cornerback della lega, classificandosi al secondo posto nella NFL con sei intercetti e venendo premiato come rookie difensivo dell'anno.

### 2016
Nella prima partita della stagione, i Chiefs si trovarono in svantaggio per 24–3 a sei minuti dal termine del terzo quarto ma riuscirono a rimontare sino al 33–27 contro i San Diego Chargers grazie a un touchdown su corsa di Alex Smith nei tempi supplementari. Fu la maggiore rimonta della storia della franchigia. Trascinata da un prolifico attacco che vide brillare tra gli altri il rookie scelto nel quinto giro Tyreek Hill, la squadra interruppe il dominio dei Broncos nella AFC West division, terminando con un bilancio di 12 vittorie e 4 sconfitte, il secondo migliore della conference, qualificandosi direttamente al secondo turno di playoff. Lì però fu subito fu eliminata per 18-16 dai Pittsburgh Steelers.

### 2017
Nel Draft NFL 2017, i Chiefs decisero di effettuare uno scambio per salire alla decima posizione, cedendo le loro scelte del primo giro del 2017 e del 2018, oltre che una scelta del terzo giro del 2017. Con la loro selezione chiamarono Patrick Mahomes, il loro primo quarterback scelto nel primo giro dal 1983. Mentre Mahomes disputò una sola gara come titolare nel 2017, fu investito di essere il futuro della franchigia dal momento che i Chiefs furono costretti a cedere un significativo numero di scelte per assicurarselo. Prima dell'inizio della stagione John Dorsey fu licenziato e Brett Veach fu promosso a general manager dei Chiefs.
I Chiefs partirono bene, vincendo tutte le prime cinque gare ma persero sei delle successive sette. Su un record di 6-6 e bisognosi di una vittoria contro i Los Angeles Chargers, riuscirono ad avere la meglio sui Californiani. Kansas City vinse anche le successive due partite e si aggiudicò la AFC West nella settimana 16, la prima volta nella storia che vinse due titoli di division consecutivi. Sicuri del quarto posto nel tabellone della AFC, i Chiefs riposarono molti titolari nell'ultimo turno e Patrick Mahomes disputò come titolare la prima gara in carriera. Mentre non produsse numeri significativi, mise in mostra un talento grezzo con diversi passaggi notevoli, portando la squadra alla vittoria e a record finale di 10-6.
Nei playoff, i Chiefs si trovarono ad affrontare i Tennessee Titans, guidati da Marcus Mariota. I padroni di casa si portarono in vantaggio per 21-3 ma collassarono nel prosieguo della partita, perdendo per 22-21 e venendo eliminati. Una delle note positive della stagione fu il rookie Kareem Hunt, che guidò la NFL in yard corse e fu convocato per il Pro Bowl

### 2018

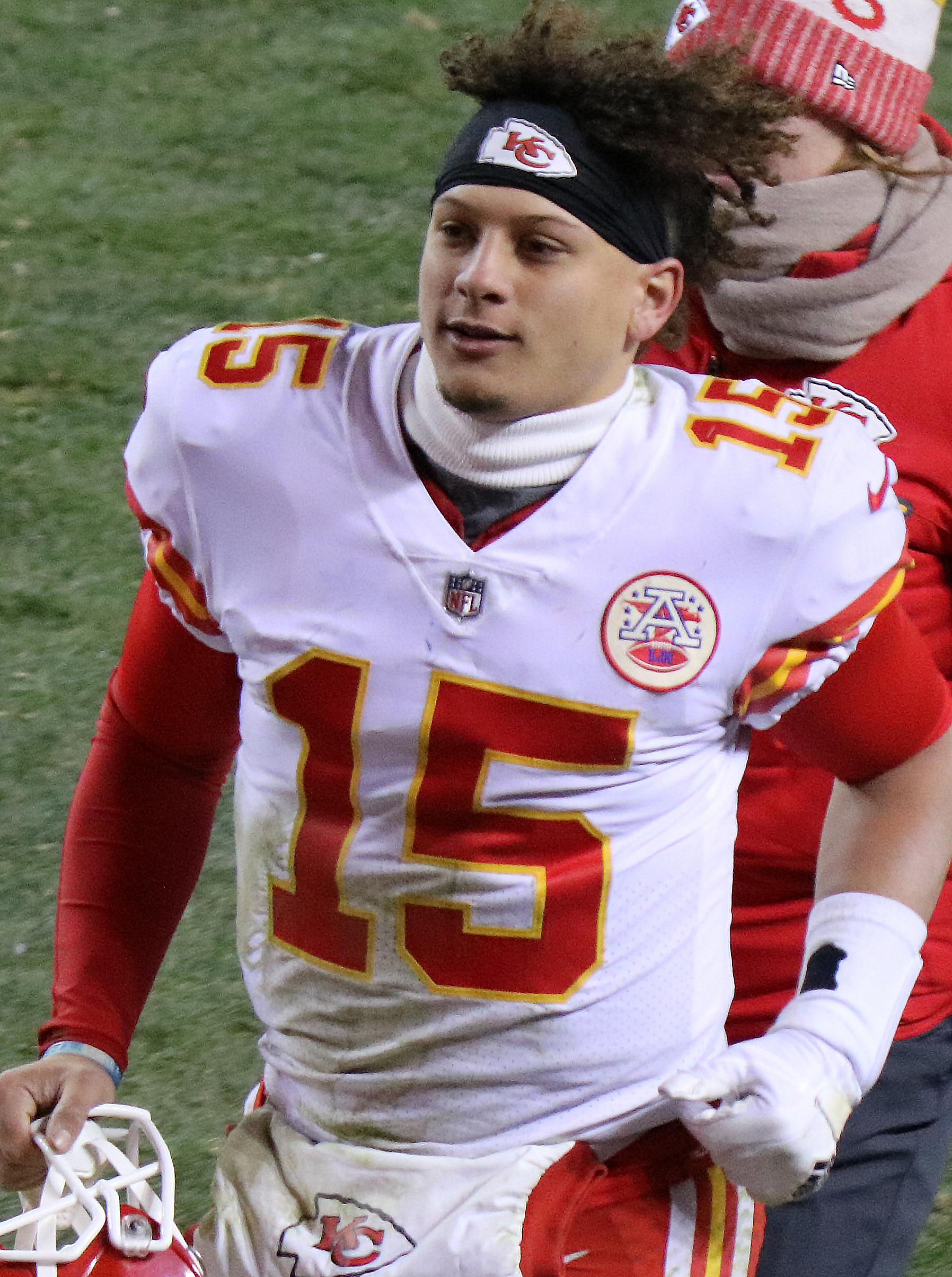
Patrick Mahomes, quarterback titolare dei Chiefs dal 2018, infranse numerosi record, venendo premiato come MVP della stagione

Nello stesso mese della sconfitta nei playoff contro i Tennessee Titans, fu annunciato uno scambio tra i Chiefs e i Washington Redskins e dopo cinque stagioni Alex Smith fu ceduto. In cambio Kansas City ricevette Kendall Fuller e una scelta del terzo giro.
Nel Draft NFL 2018, i Chiefs non avevano alcuna scelta nel primo giro a causa dello scambio per Mahomes ma salirono di posizione per scegliere Breeland Speaks nel secondo giro. Questo draft pose particolare enfasi nel migliorare la difesa della squadra, dal momento che non fu selezionato alcun giocatore offensivo.
Proprio come l'anno precedente, i Chiefs vinsero tutte le prime cinque partite, prima di perdere in prima serata contro i New England Patriots. In quelle gare, Mahomes lanciò 10 touchdown nelle prime due gare e altri 4 nella terza. Fu l'inizio di una campagna storica per il giocatore, che terminò con oltre 5.000 yard passate e 50 touchdown, il secondo quarterback nella storia della NFL a compiere quell'impresa, dopo Peyton Manning. Dopo la sconfitta con i Patriots, i Chiefs le successive quattro gare salendo a un record di 9–1 prima di una gara contro i Los Angeles Rams, anch'essi sul 9-1. Mentre Mahomes lanciò 6 touchdown e guidò la sua squadra a segnare oltre 50 punti, perse anche 5 palloni e i Chiefs divennero la prima squadra della storia a perdere una partita dopo avere segnato 50 punti. Il risultato finale fu di 54-51. Seguirono due vittorie, centrando la qualificazione ai playoff nella vittoria della settimana 14 contro i Baltimore Ravens. Con una vittoria nell'ultimo turno sui Raiders, Kansas City si assicurò il miglior record della AFC per la prima volta dal 1997. In questa stagione, i Chiefs divennero la prima squadra della storia della NFL a segnare almeno 26 punti in tutte le partite.
Nel divisional round dei playoff i Chiefs vinsero per 31-13 contro i Colts, contro cui avevano perse tutte le 4 partite disputate nella post-season in passato. Grazie a questa vittoria, per la prima volta nella sua storia Kansas City ospitò la finale della AFC. Nella rivincita contro i Patriots, la squadra partì lentamente, trovandosi in svantaggio per 14-0. Nel quarto periodo, però, i Chiefs avevano capovolto le sorti dell'incontro, portandosi in vantaggio per 21-17. Nell'ultimo periodo di gioco, le due squadre segnarono un totale di 38 punti, andando ai supplementari sul 31 pari. Lì i Patriots segnarono il touchdown della vittoria per 37-31. Fu il terzo anno consecutivo che i Chiefs furono eliminati per sei punti o meno. A fine anno Mahomes divenne il primo giocatore della storia della franchigia a venire premiato come MVP della NFL.

### 2019: vittoria del secondo Super Bowl
Prima dell'inizio della stagione 2019, i Chiefs svincolarono, scambiarono o lasciarono divenire free agent diversi giocatori chiave. Tra questi vi furono Dee Ford (scambiato dopo avere applicato la franchise tag), Mitch Morse, Chris Conley, Allen Bailey, Justin Houston, Eric Berry e altri. La squadra assunse anche un nuovo coordinatore difensivo dopo il licenziamento di Bob Sutton in seguito al collasso contro New England nella finale della AFC. Al suo posto fu assunto Steve Spagnuolo il 24 gennaio 2019.
Kansas City vinse tutte le prime quattro gare prima di perdere contro i Colts e i Texans. Patrick Mahomes si infortunò al ginocchio nella partita successiva, una vittoria sui Denver Broncos, perdendo i successivi due turni, in cui fu sostituito dal veterano Matt Moore. Dopo una sconfitta a sorpresa contro i Titans, i Chiefs vinsero tutte le rimanenti gare, incluso un Monday night contro i Chargers a Città del Messico e un 23–16 su Patriots campioni in carica in trasferta, chiudendo con il quarto titolo di division consecutivo e il secondo posto nel tabellone della AFC.

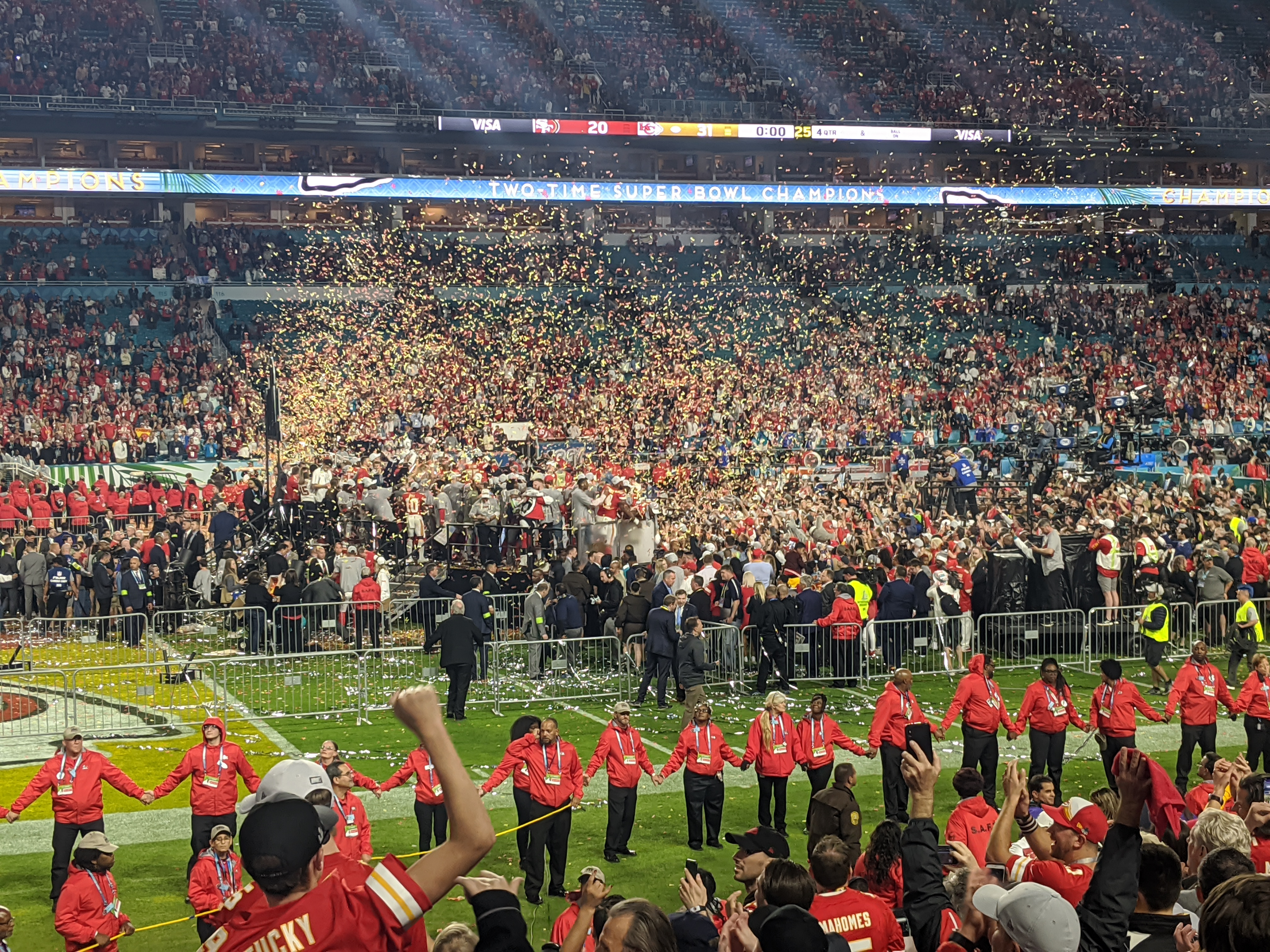
I festeggiamenti subito dopo la vittoria del Super Bowl

Nel divisional round dei playoff, Kansas City affrontò una rivincita contro gli Houston Texans, trovandosi in svantaggio per 24-0 nel secondo quarto. Tuttavia, i Chiefs segnarono 41 punti consecutivi, inclusi 28 nel secondo quarto, andando a vincere con un netto 51–31. Fu la prima volta nella storia dei playoff che una squadra in svantaggio di 20 punti andò a vincere con uno scarto di 20 punti. Nella finale della AFC, i Chiefs ospitarono i Titans, la squadra sorpresa della stagione. Ancora una volta si trovarono in svantaggio per 10-0 ma chiusero il primo tempo in vantaggio grazie a due passaggi da touchdown da Mahomes a Tyreek Hill e un TD su corsa segnato dal quarterback. I Chiefs vinsero per 35–24, vendicando la sconfitta nella stagione regolare e qualificandosi per il primo Super Bowl dopo cinquant'anni.
Il 2 febbraio 2020 all'Hard Rock Stadium di Miami, i Chiefs vinsero il loro primo titolo dal 1969 battendo i San Francisco 49ers per 31-20. MVP della partita fu eletto il quarterback Mahomes che completò 26 passaggi su 42 per 286 yard, 2 touchdown e intercetti subiti, correndo anche 29 yard e segnando un terzo touchdown su corsa. All'età di 24 anni fu il più giovane MVP del Super Bowl della storia.

### 2020: Sconfitta nel Super Bowl
Il running back Damien Williams optò per non scendere in campo nella stagione 2020 a causa della pandemia di COVID-19. Al suo posto i Chiefs utilizzarono la scelta del primo giro da LSU Clyde Edwards-Helaire.
I Chiefs furono ancora dominant in questa stagione, vincendo tutte le prime quattro gare per il quarto anno consecutive, un record NFL. Stabilirono anche un nuovo record di franchigia con la dodicesima vittoria consecutiva dopo un 34–20 nel terzo turno su Baltimore. La prima sconfitta giunse per mano dei Raiders, che li batté a Kansas City per la prima volta dalla sfortunata stagione 2012; chiudendo la striscia di vittorie consecutive a 13. Il club vinse poi dieci gare consecutive e chiuse con un record di 14-2, un primato di franchigia e il bilancio migliore della lega.
Nei playoff 2020-21 i Chiefs debuttarono contro i Cleveland Browns, che avevano appena vinto la loro prima gara nella post-season dal 1994. La squadra si portò in vantaggio per 19–3 alla fine del primo tempo prima che Patrick Mahomes uscisse per una lieve commozione cerebrale. I Browns tentarono una rimonta, riportandosi in svantaggio per 22–17 nei minuti finali. Fu allora che il quarterback di riservaChad Henne trovò Tyreek Hill su una situazione di quarto down, sigillando la vittoria dei Chiefs. Nella terza finale della AFC in casa (un record NFL), I Chiefs affrontarono. Malgrado uno svantaggio di 9-0 nel primo quarto, i padroni di casa segnarono tre touchdown consecutivi e alla fine vinsero per 38–24, qualificandosi per il secondo Super Bowl consecutivo.
Il Super Bowl LV contro i Tampa Bay Buccaneers fu il quinto incontro tra Mahomes e Tom Brady, che avevano vinto due gare a testa. Quella che prometteva di essere una battaglia epocale si rivelò invece una gara a senso unico. I Chiefs non combinarono nulla in attacco, non segnando alcun touchdown per la prima volta nella carriera di Mahomes e i Buccaneers vinsero per 31-9. Con la sconfitta dei Chiefs, fu il quindicesimo anno consecutivo che i campioni in carica non riuscirono a ripetersi.

### 2021
La squadra non replicò le partenze positive degli anni precedenti e dopo avere vinto la prima partita contro i Browns perse tre delle successive quattro gare. Al settimo turno si trovò su un record negativo di tre vittorie e quattro sconfitte ma da quel momento i Chiefs cambiarono marcia vincendo otto gare consecutive. La stagione regolare si chiuse con un record di 12–5, vincendo il titolo della AFC West division per il sesto anno consecutivo. Nei playoff batterono prima gli Steelers per 42-21 e poi Bills per 42-36 ai tempi supplementari. Avanzarono così fino alla quarta finale della AFC consecutiva, dove furono eliminati in casa ai supplementari dai Cincinnati Bengals per 27-24.